# Lista över fornlämningar i Munkedals kommun
Lista över fornlämningar i Munkedals kommun är en förteckning av ett urval av de fornlämningar som finns i Munkedals kommun.

## Bärfendal
| Namn           | Lämningstyp                 | Tillkomsttid | Historisk indelning | Plats | Läge                 | ID-nr          | Bild                                      |
| -------------- | --------------------------- | ------------ | ------------------- | ----- | -------------------- | -------------- | ----------------------------------------- |
| Bärfendal 1:1  | Hällristning                |              | Bärfendal, Bohuslän |       | 58.513370, 11.485329 | 10154100010001 | Ladda upp en bild av detta fornminne      |
| Bärfendal 2:1  | Hällristning                |              | Bärfendal, Bohuslän |       | 58.495498, 11.461576 | 10154100020001 | Ladda upp en bild av detta fornminne      |
| Bärfendal 3:1  | Hällristning                |              | Bärfendal, Bohuslän |       | 58.500804, 11.468036 | 10154100030001 | Ladda upp en bild av detta fornminne      |
| Bärfendal 4:1  | Hällristning                |              | Bärfendal, Bohuslän |       | 58.501571, 11.469695 | 10154100040001 | Ladda upp en bild av detta fornminne      |
| Bärfendal 4:2  | Hällristning                |              | Bärfendal, Bohuslän |       | 58.501531, 11.469663 | 10154100040002 | Ladda upp en bild av detta fornminne      |
| Bärfendal 5:1  | Hällristning                |              | Bärfendal, Bohuslän |       | 58.504729, 11.470240 | 10154100050001 | Ladda upp en bild av detta fornminne      |
| Bärfendal 6:1  | Hällristning                |              | Bärfendal, Bohuslän |       | 58.507484, 11.477435 | 10154100060001 | Ladda upp en bild av detta fornminne      |
| Bärfendal 9:1  | Hällristning                |              | Bärfendal, Bohuslän |       | 58.500450, 11.486050 | 10154100090001 | Ladda upp en bild av detta fornminne      |
| Bärfendal 12:1 | Hällristning                |              | Bärfendal, Bohuslän |       | 58.507094, 11.454799 | 10154100120001 | Ladda upp en bild av detta fornminne      |
| Bärfendal 13:1 | Hällristning                |              | Bärfendal, Bohuslän |       | 58.523923, 11.462076 | 10154100130001 | Ladda upp en bild av detta fornminne      |
| Bärfendal 22:1 | Gravfält                    |              | Bärfendal, Bohuslän |       | 58.515572, 11.485476 | 10154100220001 | Ladda upp en bild av detta fornminne      |
| Bärfendal 24:1 | Stensättning                |              | Bärfendal, Bohuslän |       | 58.511209, 11.486995 | 10154100240001 | Ladda upp en bild av detta fornminne      |
| Bärfendal 25:1 | Hög                         |              | Bärfendal, Bohuslän |       | 58.510756, 11.487166 | 10154100250001 | Ladda upp en bild av detta fornminne      |
| Bärfendal 25:2 | Stensättning                |              | Bärfendal, Bohuslän |       | 58.510858, 11.486691 | 10154100250002 | Ladda upp en bild av detta fornminne      |
| Bärfendal 28:1 | Stensättning                |              | Bärfendal, Bohuslän |       | 58.503092, 11.489131 | 10154100280001 | Ladda upp en bild av detta fornminne      |
| Bärfendal 33:1 | Grav markerad av sten/block |              | Bärfendal, Bohuslän |       | 58.502542, 11.469780 | 10154100330001 | Ladda upp en bild av detta fornminne      |
| Bärfendal 33:2 | Grav markerad av sten/block |              | Bärfendal, Bohuslän |       | 58.502591, 11.469821 | 10154100330002 | Ladda upp en bild av detta fornminne      |
| Bärfendal 43:1 | Grav markerad av sten/block |              | Bärfendal, Bohuslän |       | 58.504391, 11.470210 | 10154100430001 | Ladda upp en bild av detta fornminne      |
| Bärfendal 43:2 | Grav markerad av sten/block |              | Bärfendal, Bohuslän |       | 58.504471, 11.470458 | 10154100430002 | Ladda upp en bild av detta fornminne      |
| Bärfendal 43:3 | Grav markerad av sten/block |              | Bärfendal, Bohuslän |       | 58.504697, 11.470381 | 10154100430003 | Ladda upp en bild av detta fornminne      |
| Bärfendal 44:1 | Hällmålning                 |              | Bärfendal, Bohuslän |       | 58.492281, 11.478401 | 10154100440001 | Ladda upp en till bild av detta fornminne |
| Bärfendal 48:1 | Gravfält                    |              | Bärfendal, Bohuslän |       | 58.513725, 11.510004 | 10154100480001 | Ladda upp en bild av detta fornminne      |
| Bärfendal 52:1 | Stensättning                |              | Bärfendal, Bohuslän |       | 58.503611, 11.469936 | 10154100520001 | Ladda upp en bild av detta fornminne      |
| Bärfendal 52:2 | Stensättning                |              | Bärfendal, Bohuslän |       | 58.503751, 11.469806 | 10154100520002 | Ladda upp en bild av detta fornminne      |
| Bärfendal 75:1 | Hällristning                |              | Bärfendal, Bohuslän |       | 58.507318, 11.476256 | 10154100750001 | Ladda upp en bild av detta fornminne      |
| Bärfendal 76   | Hällristning                |              | Bärfendal, Bohuslän |       | 58.500568, 11.467509 | 12000000007086 | Ladda upp en bild av detta fornminne      |
| Bärfendal 77   | Hällristning                |              | Bärfendal, Bohuslän |       | 58.500127, 11.461653 | 12000000007088 | Ladda upp en bild av detta fornminne      |
| Bärfendal 78   | Hällristning                |              | Bärfendal, Bohuslän |       | 58.500097, 11.461087 | 12000000007090 | Ladda upp en bild av detta fornminne      |
| Bärfendal 79   | Hällristning                |              | Bärfendal, Bohuslän |       | 58.495159, 11.461723 | 12000000007092 | Ladda upp en bild av detta fornminne      |
| Bärfendal 80   | Hällristning                |              | Bärfendal, Bohuslän |       | 58.495393, 11.461542 | 12000000007094 | Ladda upp en bild av detta fornminne      |
| Bärfendal 81   | Hällristning                |              | Bärfendal, Bohuslän |       | 58.495430, 11.461901 | 12000000007096 | Ladda upp en bild av detta fornminne      |

## Foss
| Namn                         | Lämningstyp                 | Tillkomsttid | Historisk indelning | Plats | Läge                 | ID-nr          | Bild                                      |
| ---------------------------- | --------------------------- | ------------ | ------------------- | ----- | -------------------- | -------------- | ----------------------------------------- |
| Foss 1:1                     | Röse                        |              | Foss, Bohuslän      |       | 58.469744, 11.685318 | 10154500010001 | Ladda upp en bild av detta fornminne      |
| Foss 2:1                     | Hällristning                |              | Foss, Bohuslän      |       | 58.470187, 11.687838 | 10154500020001 | Ladda upp en bild av detta fornminne      |
| Foss 2:2                     | Hällristning                |              | Foss, Bohuslän      |       | 58.470537, 11.688380 | 10154500020002 | Ladda upp en bild av detta fornminne      |
| Foss 3:1                     | Stensättning                |              | Foss, Bohuslän      |       | 58.469602, 11.686742 | 10154500030001 | Ladda upp en bild av detta fornminne      |
| Foss 4:1                     | Stensättning                |              | Foss, Bohuslän      |       | 58.471734, 11.685680 | 10154500040001 | Ladda upp en bild av detta fornminne      |
| Foss 5:1                     | Hällristning                |              | Foss, Bohuslän      |       | 58.420176, 11.640186 | 10154500050001 | Ladda upp en bild av detta fornminne      |
| Foss 6:1                     | Hällristning                |              | Foss, Bohuslän      |       | 58.416062, 11.613641 | 10154500060001 | Ladda upp en till bild av detta fornminne |
| Foss 7:1                     | Hällristning                |              | Foss, Bohuslän      |       | 58.416587, 11.614397 | 10154500070001 | Ladda upp en bild av detta fornminne      |
| Foss 8:1                     | Hällristning                |              | Foss, Bohuslän      |       | 58.415659, 11.612820 | 10154500080001 | Ladda upp en till bild av detta fornminne |
| Foss 9:1                     | Hällristning                |              | Foss, Bohuslän      |       | 58.415829, 11.613092 | 10154500090001 | Ladda upp en till bild av detta fornminne |
| Foss 10:1                    | Hällristning                |              | Foss, Bohuslän      |       | 58.416253, 11.613766 | 10154500100001 | Ladda upp en bild av detta fornminne      |
| Foss 11:1                    | Hällristning                |              | Foss, Bohuslän      |       | 58.413997, 11.605356 | 10154500110001 | Ladda upp en bild av detta fornminne      |
| Foss 12:1                    | Hällristning                |              | Foss, Bohuslän      |       | 58.422696, 11.623371 | 10154500120001 | Ladda upp en bild av detta fornminne      |
| Foss 13:1                    | Hällristning                |              | Foss, Bohuslän      |       | 58.427393, 11.624728 | 10154500130001 | Ladda upp en bild av detta fornminne      |
| Foss 13:2                    | Hällristning                |              | Foss, Bohuslän      |       | 58.427396, 11.624745 | 10154500130002 | Ladda upp en bild av detta fornminne      |
| Foss 13:3                    | Hällristning                |              | Foss, Bohuslän      |       | 58.427200, 11.624871 | 10154500130003 | Ladda upp en bild av detta fornminne      |
| Foss 14:1                    | Hällristning                |              | Foss, Bohuslän      |       | 58.425614, 11.623948 | 10154500140001 | Ladda upp en bild av detta fornminne      |
| Foss 15:1                    | Hällristning                |              | Foss, Bohuslän      |       | 58.426301, 11.622185 | 10154500150001 | Ladda upp en bild av detta fornminne      |
| Foss 16:1                    | Hällristning                |              | Foss, Bohuslän      |       | 58.437435, 11.633432 | 10154500160001 | Ladda upp en bild av detta fornminne      |
| Foss 17:1                    | Hällristning                |              | Foss, Bohuslän      |       | 58.427022, 11.634356 | 10154500170001 | Ladda upp en bild av detta fornminne      |
| Foss 18:1                    | Hällristning                |              | Foss, Bohuslän      |       | 58.426399, 11.637259 | 10154500180001 | Ladda upp en bild av detta fornminne      |
| Foss 19:1                    | Hällristning                |              | Foss, Bohuslän      |       | 58.429817, 11.640827 | 10154500190001 | Ladda upp en bild av detta fornminne      |
| Foss 20:1                    | Hällristning                |              | Foss, Bohuslän      |       | 58.449957, 11.659527 | 10154500200001 | Ladda upp en bild av detta fornminne      |
| Foss 21:1                    | Hällristning                |              | Foss, Bohuslän      |       | 58.448393, 11.651218 | 10154500210001 | Ladda upp en bild av detta fornminne      |
| Foss 23:1                    | Hög                         |              | Foss, Bohuslän      |       | 58.447800, 11.646441 | 10154500230001 | Ladda upp en bild av detta fornminne      |
| Foss 23:2                    | Hög                         |              | Foss, Bohuslän      |       | 58.447730, 11.646227 | 10154500230002 | Ladda upp en bild av detta fornminne      |
| Foss 23:4                    | Hög                         |              | Foss, Bohuslän      |       | 58.448251, 11.647022 | 10154500230004 | Ladda upp en bild av detta fornminne      |
| Foss 24:1                    | Hällristning                |              | Foss, Bohuslän      |       | 58.452985, 11.630174 | 10154500240001 | Ladda upp en bild av detta fornminne      |
| Foss 25:2                    | Hällristning                |              | Foss, Bohuslän      |       | 58.469107, 11.662989 | 10154500250002 | Ladda upp en bild av detta fornminne      |
| Foss 26:1                    | Hällristning                |              | Foss, Bohuslän      |       | 58.476907, 11.654348 | 10154500260001 | Ladda upp en bild av detta fornminne      |
| Foss 29:1                    | Hällristning                |              | Foss, Bohuslän      |       | 58.443888, 11.661042 | 10154500290001 | Ladda upp en bild av detta fornminne      |
| Foss 30:1                    | Hällristning                |              | Foss, Bohuslän      |       | 58.443053, 11.659701 | 10154500300001 | Ladda upp en bild av detta fornminne      |
| Foss 31:1                    | Hällristning                |              | Foss, Bohuslän      |       | 58.479538, 11.650493 | 10154500310001 | Ladda upp en bild av detta fornminne      |
| Foss 32:1                    | Hällristning                |              | Foss, Bohuslän      |       | 58.437865, 11.634718 | 10154500320001 | Ladda upp en bild av detta fornminne      |
| Foss 33:1                    | Hällristning                |              | Foss, Bohuslän      |       | 58.487040, 11.659800 | 10154500330001 | Ladda upp en bild av detta fornminne      |
| Foss 34:1                    | Hällristning                |              | Foss, Bohuslän      |       | 58.488000, 11.669811 | 10154500340001 | Ladda upp en bild av detta fornminne      |
| Foss 35:1                    | Hällristning                |              | Foss, Bohuslän      |       | 58.487917, 11.665685 | 10154500350001 | Ladda upp en bild av detta fornminne      |
| Foss 35:2                    | Hällristning                |              | Foss, Bohuslän      |       | 58.488169, 11.665963 | 10154500350002 | Ladda upp en bild av detta fornminne      |
| Foss 36:1                    | Hällristning                |              | Foss, Bohuslän      |       | 58.436180, 11.640290 | 10154500360001 | Ladda upp en bild av detta fornminne      |
| Foss 37:1                    | Hällristning                |              | Foss, Bohuslän      |       | 58.420448, 11.605823 | 10154500370001 | Ladda upp en bild av detta fornminne      |
| Foss 40:1                    | Stenkrets                   |              | Foss, Bohuslän      |       | 58.405948, 11.622430 | 10154500400001 | Ladda upp en bild av detta fornminne      |
| Foss 42:1                    | Hög                         |              | Foss, Bohuslän      |       | 58.407816, 11.617264 | 10154500420001 | Ladda upp en bild av detta fornminne      |
| Foss 42:2                    | Stensättning                |              | Foss, Bohuslän      |       | 58.407670, 11.617519 | 10154500420002 | Ladda upp en bild av detta fornminne      |
| Foss 42:3                    | Stensättning                |              | Foss, Bohuslän      |       | 58.407704, 11.617755 | 10154500420003 | Ladda upp en bild av detta fornminne      |
| Foss 42:4                    | Stensättning                |              | Foss, Bohuslän      |       | 58.407813, 11.617582 | 10154500420004 | Ladda upp en bild av detta fornminne      |
| Foss 44:1                    | Hög                         |              | Foss, Bohuslän      |       | 58.409496, 11.617887 | 10154500440001 | Ladda upp en bild av detta fornminne      |
| Foss 44:2                    | Hög                         |              | Foss, Bohuslän      |       | 58.409619, 11.618063 | 10154500440002 | Ladda upp en bild av detta fornminne      |
| Foss 48:1                    | Grav markerad av sten/block |              | Foss, Bohuslän      |       | 58.407385, 11.624243 | 10154500480001 | Ladda upp en bild av detta fornminne      |
| Foss 48:2                    | Grav markerad av sten/block |              | Foss, Bohuslän      |       | 58.407388, 11.624054 | 10154500480002 | Ladda upp en bild av detta fornminne      |
| Foss 48:3                    | Grav markerad av sten/block |              | Foss, Bohuslän      |       | 58.407465, 11.623926 | 10154500480003 | Ladda upp en bild av detta fornminne      |
| Foss 50:1                    | Hög                         |              | Foss, Bohuslän      |       | 58.423089, 11.620324 | 10154500500001 | Ladda upp en bild av detta fornminne      |
| Foss 52:1                    | Röse                        |              | Foss, Bohuslän      |       | 58.418340, 11.619091 | 10154500520001 | Ladda upp en bild av detta fornminne      |
| Foss 58:1                    | Stensättning                |              | Foss, Bohuslän      |       | 58.420568, 11.635880 | 10154500580001 | Ladda upp en bild av detta fornminne      |
| Foss 59:1                    | Grav markerad av sten/block |              | Foss, Bohuslän      |       | 58.424340, 11.611741 | 10154500590001 | Ladda upp en bild av detta fornminne      |
| Foss 60:1                    | Stensättning                |              | Foss, Bohuslän      |       | 58.421288, 11.611077 | 10154500600001 | Ladda upp en bild av detta fornminne      |
| Foss 64:1                    | Hög                         |              | Foss, Bohuslän      |       | 58.428717, 11.626146 | 10154500640001 | Ladda upp en bild av detta fornminne      |
| Foss 64:2                    | Hög                         |              | Foss, Bohuslän      |       | 58.428878, 11.626127 | 10154500640002 | Ladda upp en bild av detta fornminne      |
| Foss 64:3                    | Hög                         |              | Foss, Bohuslän      |       | 58.429000, 11.626026 | 10154500640003 | Ladda upp en bild av detta fornminne      |
| Foss 65:1                    | Röse                        |              | Foss, Bohuslän      |       | 58.419501, 11.611622 | 10154500650001 | Ladda upp en bild av detta fornminne      |
| Foss 71:1                    | Hög                         |              | Foss, Bohuslän      |       | 58.427860, 11.625255 | 10154500710001 | Ladda upp en bild av detta fornminne      |
| Foss 72:1                    | Stensättning                |              | Foss, Bohuslän      |       | 58.427359, 11.624509 | 10154500720001 | Ladda upp en bild av detta fornminne      |
| Foss 72:2                    | Stensättning                |              | Foss, Bohuslän      |       | 58.427335, 11.624084 | 10154500720002 | Ladda upp en bild av detta fornminne      |
| Foss 74:1                    | Hög                         |              | Foss, Bohuslän      |       | 58.430113, 11.628138 | 10154500740001 | Ladda upp en bild av detta fornminne      |
| Foss 75:1                    | Stensättning                |              | Foss, Bohuslän      |       | 58.431951, 11.637176 | 10154500750001 | Ladda upp en bild av detta fornminne      |
| Foss 75:2                    | Stensättning                |              | Foss, Bohuslän      |       | 58.431684, 11.636985 | 10154500750002 | Ladda upp en bild av detta fornminne      |
| Foss 76:1                    | Gravfält                    |              | Foss, Bohuslän      |       | 58.431624, 11.626809 | 10154500760001 | Ladda upp en bild av detta fornminne      |
| Foss 77:1                    | Stensättning                |              | Foss, Bohuslän      |       | 58.437065, 11.615316 | 10154500770001 | Ladda upp en bild av detta fornminne      |
| Foss 78:1                    | Stensättning                |              | Foss, Bohuslän      |       | 58.433938, 11.620734 | 10154500780001 | Ladda upp en bild av detta fornminne      |
| Foss 80:1                    | Gravfält                    |              | Foss, Bohuslän      |       | 58.435503, 11.629262 | 10154500800001 | Ladda upp en bild av detta fornminne      |
| Foss 81:1                    | Hög                         |              | Foss, Bohuslän      |       | 58.437651, 11.643695 | 10154500810001 | Ladda upp en bild av detta fornminne      |
| Foss 82:1                    | Stensättning                |              | Foss, Bohuslän      |       | 58.434007, 11.640085 | 10154500820001 | Ladda upp en bild av detta fornminne      |
| Korsborg (Foss 85:1)         | Fornborg                    |              | Foss, Bohuslän      |       | 58.425791, 11.650718 | 10154500850001 | Ladda upp en bild av detta fornminne      |
| Korsborg (Foss 85:2)         | Hög                         |              | Foss, Bohuslän      |       | 58.425864, 11.650987 | 10154500850002 | Ladda upp en bild av detta fornminne      |
| Korsborg (Foss 85:3)         | Stensättning                |              | Foss, Bohuslän      |       | 58.425290, 11.650649 | 10154500850003 | Ladda upp en bild av detta fornminne      |
| Korsborg (Foss 85:4)         | Stensättning                |              | Foss, Bohuslän      |       | 58.425149, 11.650500 | 10154500850004 | Ladda upp en bild av detta fornminne      |
| Foss 88:1                    | Stensättning                |              | Foss, Bohuslän      |       | 58.427089, 11.654783 | 10154500880001 | Ladda upp en bild av detta fornminne      |
| Foss 89:1                    | Gravfält                    |              | Foss, Bohuslän      |       | 58.440410, 11.655113 | 10154500890001 | Ladda upp en bild av detta fornminne      |
| Foss 90:1                    | Stensättning                |              | Foss, Bohuslän      |       | 58.439254, 11.654633 | 10154500900001 | Ladda upp en bild av detta fornminne      |
| Foss 90:2                    | Stensättning                |              | Foss, Bohuslän      |       | 58.439097, 11.654772 | 10154500900002 | Ladda upp en bild av detta fornminne      |
| Foss 90:3                    | Stensättning                |              | Foss, Bohuslän      |       | 58.438948, 11.654618 | 10154500900003 | Ladda upp en bild av detta fornminne      |
| Foss 90:4                    | Stensättning                |              | Foss, Bohuslän      |       | 58.438885, 11.654883 | 10154500900004 | Ladda upp en bild av detta fornminne      |
| Foss 90:5                    | Stensättning                |              | Foss, Bohuslän      |       | 58.438398, 11.655112 | 10154500900005 | Ladda upp en bild av detta fornminne      |
| Foss 92:1                    | Röse                        |              | Foss, Bohuslän      |       | 58.415612, 11.608458 | 10154500920001 | Ladda upp en bild av detta fornminne      |
| Foss 93:1                    | Röse                        |              | Foss, Bohuslän      |       | 58.415722, 11.602445 | 10154500930001 | Ladda upp en bild av detta fornminne      |
| Foss 95:1                    | Stensättning                |              | Foss, Bohuslän      |       | 58.414295, 11.601690 | 10154500950001 | Ladda upp en bild av detta fornminne      |
| Foss 96:1                    | Röse                        |              | Foss, Bohuslän      |       | 58.413667, 11.601988 | 10154500960001 | Ladda upp en bild av detta fornminne      |
| Foss 97:1                    | Stensättning                |              | Foss, Bohuslän      |       | 58.413344, 11.604513 | 10154500970001 | Ladda upp en bild av detta fornminne      |
| Foss 102:1                   | Gravfält                    |              | Foss, Bohuslän      |       | 58.425552, 11.604983 | 10154501020001 | Ladda upp en bild av detta fornminne      |
| Foss 104:1                   | Stensättning                |              | Foss, Bohuslän      |       | 58.424825, 11.602730 | 10154501040001 | Ladda upp en bild av detta fornminne      |
| Foss 105:1                   | Röse                        |              | Foss, Bohuslän      |       | 58.424269, 11.601995 | 10154501050001 | Ladda upp en bild av detta fornminne      |
| Foss 107:1                   | Röse                        |              | Foss, Bohuslän      |       | 58.426968, 11.606435 | 10154501070001 | Ladda upp en bild av detta fornminne      |
| Foss 113:1                   | Röse                        |              | Foss, Bohuslän      |       | 58.434782, 11.590318 | 10154501130001 | Ladda upp en bild av detta fornminne      |
| Foss 114:1                   | Stensättning                |              | Foss, Bohuslän      |       | 58.438526, 11.588914 | 10154501140001 | Ladda upp en bild av detta fornminne      |
| Foss 115:1                   | Röse                        |              | Foss, Bohuslän      |       | 58.432782, 11.591722 | 10154501150001 | Ladda upp en bild av detta fornminne      |
| Foss 115:2                   | Röse                        |              | Foss, Bohuslän      |       | 58.433093, 11.591888 | 10154501150002 | Ladda upp en bild av detta fornminne      |
| Foss 115:3                   | Röse                        |              | Foss, Bohuslän      |       | 58.433200, 11.592115 | 10154501150003 | Ladda upp en bild av detta fornminne      |
| Foss 116:1                   | Stenkrets                   |              | Foss, Bohuslän      |       | 58.438099, 11.606014 | 10154501160001 | Ladda upp en bild av detta fornminne      |
| Foss 117:1                   | Stensättning                |              | Foss, Bohuslän      |       | 58.440173, 11.607756 | 10154501170001 | Ladda upp en bild av detta fornminne      |
| Foss 120:1                   | Minnesmärke                 |              | Foss, Bohuslän      |       | 58.262767, 11.355185 | 10154501200001 | Ladda upp en till bild av detta fornminne |
| Foss 123:1                   | Stensättning                |              | Foss, Bohuslän      |       | 58.430667, 11.626683 | 10154501230001 | Ladda upp en bild av detta fornminne      |
| Foss 123:2                   | Stensättning                |              | Foss, Bohuslän      |       | 58.430903, 11.627032 | 10154501230002 | Ladda upp en bild av detta fornminne      |
| Foss 124:1                   | Stensättning                |              | Foss, Bohuslän      |       | 58.431888, 11.627994 | 10154501240001 | Ladda upp en bild av detta fornminne      |
| Foss 125:1                   | Stensättning                |              | Foss, Bohuslän      |       | 58.431971, 11.626149 | 10154501250001 | Ladda upp en bild av detta fornminne      |
| Foss 126:1                   | Stensättning                |              | Foss, Bohuslän      |       | 58.446687, 11.587358 | 10154501260001 | Ladda upp en bild av detta fornminne      |
| Foss 128:1                   | Stensättning                |              | Foss, Bohuslän      |       | 58.443440, 11.589865 | 10154501280001 | Ladda upp en bild av detta fornminne      |
| Foss 134:1                   | Röse                        |              | Foss, Bohuslän      |       | 58.445918, 11.624454 | 10154501340001 | Ladda upp en bild av detta fornminne      |
| Foss 136:1                   | Stensättning                |              | Foss, Bohuslän      |       | 58.444222, 11.590657 | 10154501360001 | Ladda upp en bild av detta fornminne      |
| Foss 139:1                   | Gravfält                    |              | Foss, Bohuslän      |       | 58.451343, 11.631077 | 10154501390001 | Ladda upp en bild av detta fornminne      |
| Foss 140:1                   | Gravfält                    |              | Foss, Bohuslän      |       | 58.452288, 11.634132 | 10154501400001 | Ladda upp en bild av detta fornminne      |
| Foss 141:1                   | Gravfält                    |              | Foss, Bohuslän      |       | 58.451295, 11.638743 | 10154501410001 | Ladda upp en bild av detta fornminne      |
| Foss 142:1                   | Hög                         |              | Foss, Bohuslän      |       | 58.447103, 11.639892 | 10154501420001 | Ladda upp en bild av detta fornminne      |
| Foss 143:1                   | Gravfält                    |              | Foss, Bohuslän      |       | 58.445806, 11.645621 | 10154501430001 | Ladda upp en bild av detta fornminne      |
| Foss 143:2                   | Hällristning                |              | Foss, Bohuslän      |       | 58.445440, 11.643882 | 10154501430002 | Ladda upp en bild av detta fornminne      |
| Foss 146:1                   | Röse                        |              | Foss, Bohuslän      |       | 58.438247, 11.624605 | 10154501460001 | Ladda upp en bild av detta fornminne      |
| Foss 148:1                   | Hög                         |              | Foss, Bohuslän      |       | 58.448761, 11.660804 | 10154501480001 | Ladda upp en bild av detta fornminne      |
| Foss 148:2                   | Hög                         |              | Foss, Bohuslän      |       | 58.448739, 11.660412 | 10154501480002 | Ladda upp en bild av detta fornminne      |
| Foss 150:1                   | Hög                         |              | Foss, Bohuslän      |       | 58.448386, 11.656818 | 10154501500001 | Ladda upp en bild av detta fornminne      |
| Foss 152:1                   | Hög                         |              | Foss, Bohuslän      |       | 58.452667, 11.649547 | 10154501520001 | Ladda upp en bild av detta fornminne      |
| Foss 152:2                   | Hög                         |              | Foss, Bohuslän      |       | 58.452882, 11.649521 | 10154501520002 | Ladda upp en bild av detta fornminne      |
| Foss 153:1                   | Hög                         |              | Foss, Bohuslän      |       | 58.453329, 11.648661 | 10154501530001 | Ladda upp en bild av detta fornminne      |
| Foss 154:1                   | Stensättning                |              | Foss, Bohuslän      |       | 58.451835, 11.651842 | 10154501540001 | Ladda upp en bild av detta fornminne      |
| Foss 154:2                   | Stensättning                |              | Foss, Bohuslän      |       | 58.451346, 11.651472 | 10154501540002 | Ladda upp en bild av detta fornminne      |
| Foss 159:1                   | Stensättning                |              | Foss, Bohuslän      |       | 58.450041, 11.680550 | 10154501590001 | Ladda upp en bild av detta fornminne      |
| Foss 161:1                   | Stenkammargrav              |              | Foss, Bohuslän      |       | 58.428026, 11.605597 | 10154501610001 | Ladda upp en bild av detta fornminne      |
| Foss 166:1                   | Gravfält                    |              | Foss, Bohuslän      |       | 58.459717, 11.655417 | 10154501660001 | Ladda upp en bild av detta fornminne      |
| Foss 169:1                   | Stensättning                |              | Foss, Bohuslän      |       | 58.458204, 11.680850 | 10154501690001 | Ladda upp en bild av detta fornminne      |
| Foss 173:1                   | Grav- och boplatsområde     |              | Foss, Bohuslän      |       | 58.458136, 11.655448 | 10154501730001 | Ladda upp en bild av detta fornminne      |
| Foss 175:1                   | Stensättning                |              | Foss, Bohuslän      |       | 58.474960, 11.621567 | 10154501750001 | Ladda upp en bild av detta fornminne      |
| Foss 176:1                   | Stensättning                |              | Foss, Bohuslän      |       | 58.471674, 11.623013 | 10154501760001 | Ladda upp en bild av detta fornminne      |
| Foss 176:2                   | Stensättning                |              | Foss, Bohuslän      |       | 58.471825, 11.623218 | 10154501760002 | Ladda upp en bild av detta fornminne      |
| Foss 177:1                   | Stensättning                |              | Foss, Bohuslän      |       | 58.469288, 11.615651 | 10154501770001 | Ladda upp en bild av detta fornminne      |
| Foss 178:1                   | Hög                         |              | Foss, Bohuslän      |       | 58.471740, 11.618801 | 10154501780001 | Ladda upp en bild av detta fornminne      |
| Foss 184:1                   | Gravfält                    |              | Foss, Bohuslän      |       | 58.474982, 11.630757 | 10154501840001 | Ladda upp en bild av detta fornminne      |
| Foss 187:1                   | Hög                         |              | Foss, Bohuslän      |       | 58.482507, 11.634551 | 10154501870001 | Ladda upp en bild av detta fornminne      |
| Foss 190:1                   | Stensättning                |              | Foss, Bohuslän      |       | 58.430447, 11.639243 | 10154501900001 | Ladda upp en bild av detta fornminne      |
| Foss 191:1                   | Stensättning                |              | Foss, Bohuslän      |       | 58.456037, 11.662303 | 10154501910001 | Ladda upp en bild av detta fornminne      |
| Foss 192:1                   | Stensättning                |              | Foss, Bohuslän      |       | 58.451341, 11.671895 | 10154501920001 | Ladda upp en bild av detta fornminne      |
| Foss 193:1                   | Röse                        |              | Foss, Bohuslän      |       | 58.469540, 11.631010 | 10154501930001 | Ladda upp en bild av detta fornminne      |
| Foss 194:1                   | Stensättning                |              | Foss, Bohuslän      |       | 58.469544, 11.632776 | 10154501940001 | Ladda upp en bild av detta fornminne      |
| Foss 195:1                   | Stensättning                |              | Foss, Bohuslän      |       | 58.468692, 11.633103 | 10154501950001 | Ladda upp en bild av detta fornminne      |
| Foss 200:1                   | Stensättning                |              | Foss, Bohuslän      |       | 58.432862, 11.619989 | 10154502000001 | Ladda upp en bild av detta fornminne      |
| Foss 202:1                   | Hög                         |              | Foss, Bohuslän      |       | 58.492683, 11.664871 | 10154502020001 | Ladda upp en bild av detta fornminne      |
| Foss 203:1                   | Stensättning                |              | Foss, Bohuslän      |       | 58.494836, 11.659272 | 10154502030001 | Ladda upp en bild av detta fornminne      |
| Foss 206:1                   | Hög                         |              | Foss, Bohuslän      |       | 58.490059, 11.669547 | 10154502060001 | Ladda upp en bild av detta fornminne      |
| Foss 213:1                   | Stensättning                |              | Foss, Bohuslän      |       | 58.488850, 11.679802 | 10154502130001 | Ladda upp en bild av detta fornminne      |
| Foss 214:1                   | Stenkrets                   |              | Foss, Bohuslän      |       | 58.496405, 11.681780 | 10154502140001 | Ladda upp en bild av detta fornminne      |
| Foss 215:1                   | Gravfält                    |              | Foss, Bohuslän      |       | 58.488008, 11.677896 | 10154502150001 | Ladda upp en bild av detta fornminne      |
| Foss 218:1                   | Hög                         |              | Foss, Bohuslän      |       | 58.485566, 11.689967 | 10154502180001 | Ladda upp en bild av detta fornminne      |
| Tjuvehögen (Foss 221:1)      | Hög                         |              | Foss, Bohuslän      |       | 58.478019, 11.684457 | 10154502210001 | Ladda upp en bild av detta fornminne      |
| Foss 224:1                   | Stensättning                |              | Foss, Bohuslän      |       | 58.481835, 11.664477 | 10154502240001 | Ladda upp en bild av detta fornminne      |
| Foss 225:1                   | Hög                         |              | Foss, Bohuslän      |       | 58.481217, 11.663745 | 10154502250001 | Ladda upp en bild av detta fornminne      |
| Foss 225:3                   | Hög                         |              | Foss, Bohuslän      |       | 58.481106, 11.664445 | 10154502250003 | Ladda upp en bild av detta fornminne      |
| Foss 226:1                   | Gravfält                    |              | Foss, Bohuslän      |       | 58.480064, 11.663180 | 10154502260001 | Ladda upp en bild av detta fornminne      |
| Foss 228:1                   | Gravfält                    |              | Foss, Bohuslän      |       | 58.479254, 11.665587 | 10154502280001 | Ladda upp en bild av detta fornminne      |
| Foss 229:1                   | Hög                         |              | Foss, Bohuslän      |       | 58.475863, 11.669348 | 10154502290001 | Ladda upp en bild av detta fornminne      |
| Foss 229:2                   | Hög                         |              | Foss, Bohuslän      |       | 58.475521, 11.669321 | 10154502290002 | Ladda upp en bild av detta fornminne      |
| Foss 230:1                   | Hög                         |              | Foss, Bohuslän      |       | 58.472892, 11.671586 | 10154502300001 | Ladda upp en bild av detta fornminne      |
| Foss 231:1                   | Stensättning                |              | Foss, Bohuslän      |       | 58.469651, 11.675121 | 10154502310001 | Ladda upp en bild av detta fornminne      |
| Foss 232:1                   | Gravfält                    |              | Foss, Bohuslän      |       | 58.468887, 11.667658 | 10154502320001 | Ladda upp en bild av detta fornminne      |
| Foss 238:1                   | Röse                        |              | Foss, Bohuslän      |       | 58.436375, 11.713140 | 10154502380001 | Ladda upp en bild av detta fornminne      |
| Foss 241:1                   | Stensättning                |              | Foss, Bohuslän      |       | 58.447014, 11.728566 | 10154502410001 | Ladda upp en bild av detta fornminne      |
| Foss 242:1                   | Röse                        |              | Foss, Bohuslän      |       | 58.442511, 11.705945 | 10154502420001 | Ladda upp en bild av detta fornminne      |
| Foss 242:2                   | Röse                        |              | Foss, Bohuslän      |       | 58.442529, 11.706286 | 10154502420002 | Ladda upp en bild av detta fornminne      |
| Foss 243:1                   | Grav markerad av sten/block |              | Foss, Bohuslän      |       | 58.439031, 11.702643 | 10154502430001 | Ladda upp en bild av detta fornminne      |
| Foss 249:1                   | Grav markerad av sten/block |              | Foss, Bohuslän      |       | 58.456299, 11.724089 | 10154502490001 | Ladda upp en bild av detta fornminne      |
| Foss 249:2                   | Grav markerad av sten/block |              | Foss, Bohuslän      |       | 58.456304, 11.724260 | 10154502490002 | Ladda upp en bild av detta fornminne      |
| Gullkisteröset (Foss 251:1)  | Röse                        |              | Foss, Bohuslän      |       | 58.456527, 11.716386 | 10154502510001 | Ladda upp en bild av detta fornminne      |
| Foss 253:1                   | Gravfält                    |              | Foss, Bohuslän      |       | 58.461172, 11.708533 | 10154502530001 | Ladda upp en bild av detta fornminne      |
| Foss 255:1                   | Gravfält                    |              | Foss, Bohuslän      |       | 58.445204, 11.715316 | 10154502550001 | Ladda upp en bild av detta fornminne      |
| Foss 257:1                   | Fornborg                    |              | Foss, Bohuslän      |       | 58.453647, 11.691248 | 10154502570001 | Ladda upp en bild av detta fornminne      |
| Foss 259:1                   | Stensättning                |              | Foss, Bohuslän      |       | 58.458204, 11.696520 | 10154502590001 | Ladda upp en bild av detta fornminne      |
| Foss 259:2                   | Stensättning                |              | Foss, Bohuslän      |       | 58.458355, 11.696471 | 10154502590002 | Ladda upp en bild av detta fornminne      |
| Foss 260:1                   | Stensättning                |              | Foss, Bohuslän      |       | 58.464145, 11.696538 | 10154502600001 | Ladda upp en bild av detta fornminne      |
| Foss 265:2                   | Stensättning                |              | Foss, Bohuslän      |       | 58.487590, 11.648714 | 10154502650002 | Ladda upp en bild av detta fornminne      |
| Foss 266:1                   | Röse                        |              | Foss, Bohuslän      |       | 58.399600, 11.613116 | 10154502660001 | Ladda upp en bild av detta fornminne      |
| Foss 267:1                   | Röse                        |              | Foss, Bohuslän      |       | 58.405748, 11.609759 | 10154502670001 | Ladda upp en bild av detta fornminne      |
| Foss 269:1                   | Stensättning                |              | Foss, Bohuslän      |       | 58.470578, 11.694389 | 10154502690001 | Ladda upp en bild av detta fornminne      |
| Foss 270:1                   | Stensättning                |              | Foss, Bohuslän      |       | 58.463289, 11.696778 | 10154502700001 | Ladda upp en bild av detta fornminne      |
| Foss 271:1                   | Stensättning                |              | Foss, Bohuslän      |       | 58.465557, 11.694337 | 10154502710001 | Ladda upp en bild av detta fornminne      |
| Foss 272:1                   | Hällristning                |              | Foss, Bohuslän      |       | 58.468528, 11.704163 | 10154502720001 | Ladda upp en bild av detta fornminne      |
| Foss 274:1                   | Hällristning                |              | Foss, Bohuslän      |       | 58.468091, 11.701749 | 10154502740001 | Ladda upp en bild av detta fornminne      |
| Foss 277:1                   | Röse                        |              | Foss, Bohuslän      |       | 58.473986, 11.717840 | 10154502770001 | Ladda upp en bild av detta fornminne      |
| Foss 278:1                   | Stensättning                |              | Foss, Bohuslän      |       | 58.474754, 11.716178 | 10154502780001 | Ladda upp en bild av detta fornminne      |
| Foss 279:1                   | Röse                        |              | Foss, Bohuslän      |       | 58.474990, 11.714500 | 10154502790001 | Ladda upp en bild av detta fornminne      |
| Foss 280:1                   | Stensättning                |              | Foss, Bohuslän      |       | 58.473835, 11.714615 | 10154502800001 | Ladda upp en bild av detta fornminne      |
| Foss 281:1                   | Hällristning                |              | Foss, Bohuslän      |       | 58.474735, 11.706843 | 10154502810001 | Ladda upp en bild av detta fornminne      |
| Foss 286:1                   | Hällristning                |              | Foss, Bohuslän      |       | 58.473157, 11.699134 | 10154502860001 | Ladda upp en bild av detta fornminne      |
| Foss 286:2                   | Hög                         |              | Foss, Bohuslän      |       | 58.473365, 11.699060 | 10154502860002 | Ladda upp en bild av detta fornminne      |
| Foss 286:3                   | Stensättning                |              | Foss, Bohuslän      |       | 58.473111, 11.699363 | 10154502860003 | Ladda upp en bild av detta fornminne      |
| Foss 287:1                   | Stensättning                |              | Foss, Bohuslän      |       | 58.472811, 11.700261 | 10154502870001 | Ladda upp en bild av detta fornminne      |
| Foss 287:2                   | Stensättning                |              | Foss, Bohuslän      |       | 58.472882, 11.699766 | 10154502870002 | Ladda upp en bild av detta fornminne      |
| Buråsen (Foss 294:1)         | Fornborg                    |              | Foss, Bohuslän      |       | 58.506996, 11.729059 | 10154502940001 | Ladda upp en bild av detta fornminne      |
| Foss 298:1                   | Hög                         |              | Foss, Bohuslän      |       | 58.479185, 11.663475 | 10154502980001 | Ladda upp en bild av detta fornminne      |
| Foss 302:1                   | Grav markerad av sten/block |              | Foss, Bohuslän      |       | 58.490356, 11.710071 | 10154503020001 | Ladda upp en bild av detta fornminne      |
| Foss 302:2                   | Grav markerad av sten/block |              | Foss, Bohuslän      |       | 58.490304, 11.710146 | 10154503020002 | Ladda upp en bild av detta fornminne      |
| Foss 304:1                   | Hällristning                |              | Foss, Bohuslän      |       | 58.490872, 11.710434 | 10154503040001 | Ladda upp en bild av detta fornminne      |
| Foss 307:1                   | Hällristning                |              | Foss, Bohuslän      |       | 58.486632, 11.702449 | 10154503070001 | Ladda upp en bild av detta fornminne      |
| Foss 312:1                   | Hällristning                |              | Foss, Bohuslän      |       | 58.487199, 11.698443 | 10154503120001 | Ladda upp en bild av detta fornminne      |
| Foss 312:2                   | Hällristning                |              | Foss, Bohuslän      |       | 58.487427, 11.698534 | 10154503120002 | Ladda upp en bild av detta fornminne      |
| Foss 313:2                   | Hällristning                |              | Foss, Bohuslän      |       | 58.487168, 11.697314 | 10154503130002 | Ladda upp en bild av detta fornminne      |
| Foss 314:1                   | Grav markerad av sten/block |              | Foss, Bohuslän      |       | 58.421953, 11.716596 | 10154503140001 | Ladda upp en bild av detta fornminne      |
| Foss 315:1                   | Hög                         |              | Foss, Bohuslän      |       | 58.451208, 11.743204 | 10154503150001 | Ladda upp en bild av detta fornminne      |
| Foss 315:2                   | Hög                         |              | Foss, Bohuslän      |       | 58.451060, 11.743048 | 10154503150002 | Ladda upp en bild av detta fornminne      |
| Foss 316:1                   | Stenkrets                   |              | Foss, Bohuslän      |       | 58.435715, 11.744224 | 10154503160001 | Ladda upp en bild av detta fornminne      |
| Foss 318:1                   | Hällristning                |              | Foss, Bohuslän      |       | 58.487510, 11.699107 | 10154503180001 | Ladda upp en bild av detta fornminne      |
| Foss 318:2                   | Hällristning                |              | Foss, Bohuslän      |       | 58.487609, 11.699111 | 10154503180002 | Ladda upp en bild av detta fornminne      |
| Foss 322:1                   | Stensättning                |              | Foss, Bohuslän      |       | 58.482848, 11.697412 | 10154503220001 | Ladda upp en bild av detta fornminne      |
| Kvistrums Skans (Foss 326:1) | Fästning/skans              |              | Foss, Bohuslän      |       | 58.462282, 11.690015 | 10154503260001 | Ladda upp en bild av detta fornminne      |
| Foss 336:1                   | Hög                         |              | Foss, Bohuslän      |       | 58.482626, 11.651682 | 10154503360001 | Ladda upp en bild av detta fornminne      |
| Foss 336:2                   | Hög                         |              | Foss, Bohuslän      |       | 58.482475, 11.651477 | 10154503360002 | Ladda upp en bild av detta fornminne      |
| Foss 338:1                   | Stensättning                |              | Foss, Bohuslän      |       | 58.482995, 11.650625 | 10154503380001 | Ladda upp en bild av detta fornminne      |
| Foss 339:1                   | Hög                         |              | Foss, Bohuslän      |       | 58.489984, 11.636580 | 10154503390001 | Ladda upp en bild av detta fornminne      |
| Foss 340:1                   | Stensättning                |              | Foss, Bohuslän      |       | 58.469714, 11.687398 | 10154503400001 | Ladda upp en bild av detta fornminne      |
| Foss 341:1                   | Hög                         |              | Foss, Bohuslän      |       | 58.492925, 11.639588 | 10154503410001 | Ladda upp en bild av detta fornminne      |
| Foss 343:1                   | Stensättning                |              | Foss, Bohuslän      |       | 58.477657, 11.726789 | 10154503430001 | Ladda upp en bild av detta fornminne      |
| Foss 345:1                   | Hög                         |              | Foss, Bohuslän      |       | 58.472263, 11.672234 | 10154503450001 | Ladda upp en bild av detta fornminne      |
| Foss 346:1                   | Hällristning                |              | Foss, Bohuslän      |       | 58.500127, 11.764648 | 10154503460001 | Ladda upp en bild av detta fornminne      |
| Foss 348:1                   | Hällristning                |              | Foss, Bohuslän      |       | 58.436659, 11.655800 | 10154503480001 | Ladda upp en bild av detta fornminne      |
| Foss 349:1                   | Boplats                     |              | Foss, Bohuslän      |       | 58.244811, 11.365789 | 10154503490001 | Ladda upp en till bild av detta fornminne |
| Foss 355:1                   | Stensättning                |              | Foss, Bohuslän      |       | 58.490120, 11.635276 | 10154503550001 | Ladda upp en bild av detta fornminne      |
| Foss 363:1                   | Stensättning                |              | Foss, Bohuslän      |       | 58.402743, 11.613996 | 10154503630001 | Ladda upp en bild av detta fornminne      |
| Foss 374:3                   | Bytomt/gårdstomt            |              | Foss, Bohuslän      |       | 58.274316, 11.411789 | 10154503740003 | Ladda upp en till bild av detta fornminne |
| Foss 415:1                   | Hällristning                |              | Foss, Bohuslän      |       | 58.425912, 11.622901 | 10154504150001 | Ladda upp en bild av detta fornminne      |
| Foss 444                     | Hällristning                |              | Foss, Bohuslän      |       | 58.491134, 11.680529 | 12000000008740 | Ladda upp en bild av detta fornminne      |
| Foss 445                     | Hällristning                |              | Foss, Bohuslän      |       | 58.491145, 11.680891 | 12000000008742 | Ladda upp en bild av detta fornminne      |
| Foss 446                     | Hällristning                |              | Foss, Bohuslän      |       | 58.491115, 11.680355 | 12000000008744 | Ladda upp en bild av detta fornminne      |
| Foss 481                     | Stensättning                |              | Foss, Bohuslän      |       | 58.436914, 11.716101 | 12000000107344 | Ladda upp en bild av detta fornminne      |
| Foss 486                     | Röse                        |              | Foss, Bohuslän      |       | 58.444412, 11.783489 | 12000000118005 | Ladda upp en bild av detta fornminne      |
| Foss 487                     | Röse                        |              | Foss, Bohuslän      |       | 58.445808, 11.778562 | 12000000118006 | Ladda upp en bild av detta fornminne      |
| Foss 493                     | Hög                         |              | Foss, Bohuslän      |       | 58.482646, 11.686753 | 12000000126776 | Ladda upp en bild av detta fornminne      |
| Foss 494                     | Hällristning                |              | Foss, Bohuslän      |       | 58.483347, 11.684294 | 12000000126777 | Ladda upp en bild av detta fornminne      |
| Foss 509                     | Hällristning                |              | Foss, Bohuslän      |       | 58.422191, 11.623297 | 12000000135182 | Ladda upp en bild av detta fornminne      |
| Foss 510                     | Hällristning                |              | Foss, Bohuslän      |       | 58.436517, 11.655450 | 12000000135184 | Ladda upp en bild av detta fornminne      |
| Foss 511                     | Hällristning                |              | Foss, Bohuslän      |       | 58.426509, 11.622746 | 12000000135186 | Ladda upp en bild av detta fornminne      |
| Foss 512                     | Hällristning                |              | Foss, Bohuslän      |       | 58.448721, 11.638190 | 12000000135188 | Ladda upp en bild av detta fornminne      |
| Foss 513                     | Hällristning                |              | Foss, Bohuslän      |       | 58.426536, 11.622744 | 12000000135190 | Ladda upp en bild av detta fornminne      |
| Foss 514                     | Hällristning                |              | Foss, Bohuslän      |       | 58.426101, 11.624670 | 12000000135192 | Ladda upp en bild av detta fornminne      |
| Foss 515                     | Hällristning                |              | Foss, Bohuslän      |       | 58.426702, 11.622573 | 12000000135194 | Ladda upp en bild av detta fornminne      |
| Foss 516                     | Hällristning                |              | Foss, Bohuslän      |       | 58.436828, 11.655969 | 12000000135196 | Ladda upp en bild av detta fornminne      |
| Foss 517                     | Hällristning                |              | Foss, Bohuslän      |       | 58.422881, 11.623899 | 12000000135198 | Ladda upp en bild av detta fornminne      |
| Foss 518                     | Hällristning                |              | Foss, Bohuslän      |       | 58.424648, 11.626831 | 12000000135200 | Ladda upp en bild av detta fornminne      |
| Foss 519                     | Hällristning                |              | Foss, Bohuslän      |       | 58.449068, 11.628144 | 12000000135202 | Ladda upp en bild av detta fornminne      |

## Hede
| Namn                                  | Lämningstyp  | Tillkomsttid | Historisk indelning | Plats | Läge                 | ID-nr          | Bild                                 |
| ------------------------------------- | ------------ | ------------ | ------------------- | ----- | -------------------- | -------------- | ------------------------------------ |
| Hede 1:1                              | Gravfält     |              | Hede, Bohuslän      |       | 58.623741, 11.755994 | 10155100010001 | Ladda upp en bild av detta fornminne |
| Hede 8:1                              | Hög          |              | Hede, Bohuslän      |       | 58.611107, 11.740508 | 10155100080001 | Ladda upp en bild av detta fornminne |
| Hede 8:2                              | Stenkrets    |              | Hede, Bohuslän      |       | 58.610997, 11.740712 | 10155100080002 | Ladda upp en bild av detta fornminne |
| Hede 8:3                              | Stensättning |              | Hede, Bohuslän      |       | 58.610980, 11.740990 | 10155100080003 | Ladda upp en bild av detta fornminne |
| Hede 12:1                             | Stensättning |              | Hede, Bohuslän      |       | 58.613716, 11.765156 | 10155100120001 | Ladda upp en bild av detta fornminne |
| Hede 12:2                             | Stensättning |              | Hede, Bohuslän      |       | 58.613850, 11.765142 | 10155100120002 | Ladda upp en bild av detta fornminne |
| Hede 12:3                             | Stensättning |              | Hede, Bohuslän      |       | 58.613623, 11.765372 | 10155100120003 | Ladda upp en bild av detta fornminne |
| Hede 12:4                             | Stensättning |              | Hede, Bohuslän      |       | 58.613786, 11.765407 | 10155100120004 | Ladda upp en bild av detta fornminne |
| Hede 12:5                             | Stensättning |              | Hede, Bohuslän      |       | 58.613273, 11.765700 | 10155100120005 | Ladda upp en bild av detta fornminne |
| Hede 14:1                             | Hög          |              | Hede, Bohuslän      |       | 58.608706, 11.766597 | 10155100140001 | Ladda upp en bild av detta fornminne |
| Hede 14:2                             | Hög          |              | Hede, Bohuslän      |       | 58.608817, 11.766706 | 10155100140002 | Ladda upp en bild av detta fornminne |
| Hede 17:1                             | Gravfält     |              | Hede, Bohuslän      |       | 58.598031, 11.726259 | 10155100170001 | Ladda upp en bild av detta fornminne |
| Hede 21:1                             | Hög          |              | Hede, Bohuslän      |       | 58.599037, 11.754486 | 10155100210001 | Ladda upp en bild av detta fornminne |
| Hede 21:2                             | Hög          |              | Hede, Bohuslän      |       | 58.599311, 11.754605 | 10155100210002 | Ladda upp en bild av detta fornminne |
| Hede 21:3                             | Stensättning |              | Hede, Bohuslän      |       | 58.598737, 11.754662 | 10155100210003 | Ladda upp en bild av detta fornminne |
| Hede 22:1                             | Hög          |              | Hede, Bohuslän      |       | 58.595677, 11.753338 | 10155100220001 | Ladda upp en bild av detta fornminne |
| Hede 26:1                             | Hög          |              | Hede, Bohuslän      |       | 58.592675, 11.746803 | 10155100260001 | Ladda upp en bild av detta fornminne |
| Hede 26:2                             | Hög          |              | Hede, Bohuslän      |       | 58.592813, 11.746647 | 10155100260002 | Ladda upp en bild av detta fornminne |
| Hede 26:3                             | Hög          |              | Hede, Bohuslän      |       | 58.592936, 11.746562 | 10155100260003 | Ladda upp en bild av detta fornminne |
| Hede 28:1                             | Hög          |              | Hede, Bohuslän      |       | 58.589691, 11.748914 | 10155100280001 | Ladda upp en bild av detta fornminne |
| Hede 28:2                             | Stensättning |              | Hede, Bohuslän      |       | 58.589819, 11.748966 | 10155100280002 | Ladda upp en bild av detta fornminne |
| Hede 28:3                             | Stensättning |              | Hede, Bohuslän      |       | 58.589904, 11.749076 | 10155100280003 | Ladda upp en bild av detta fornminne |
| Hede 31:1                             | Stensättning |              | Hede, Bohuslän      |       | 58.594589, 11.707394 | 10155100310001 | Ladda upp en bild av detta fornminne |
| Hede 32:1                             | Stensättning |              | Hede, Bohuslän      |       | 58.590486, 11.698080 | 10155100320001 | Ladda upp en bild av detta fornminne |
| Hede 32:2                             | Stenkrets    |              | Hede, Bohuslän      |       | 58.590377, 11.698576 | 10155100320002 | Ladda upp en bild av detta fornminne |
| Hede 35:1                             | Hög          |              | Hede, Bohuslän      |       | 58.582875, 11.701337 | 10155100350001 | Ladda upp en bild av detta fornminne |
| Hede 35:2                             | Stensättning |              | Hede, Bohuslän      |       | 58.582900, 11.701024 | 10155100350002 | Ladda upp en bild av detta fornminne |
| Hede 35:3                             | Hög          |              | Hede, Bohuslän      |       | 58.583033, 11.700972 | 10155100350003 | Ladda upp en bild av detta fornminne |
| Hede 35:4                             | Hög          |              | Hede, Bohuslän      |       | 58.583280, 11.700079 | 10155100350004 | Ladda upp en bild av detta fornminne |
| Hede 36:1                             | Hög          |              | Hede, Bohuslän      |       | 58.582565, 11.702980 | 10155100360001 | Ladda upp en bild av detta fornminne |
| Hede 41:1                             | Gravfält     |              | Hede, Bohuslän      |       | 58.577715, 11.701848 | 10155100410001 | Ladda upp en bild av detta fornminne |
| Hede 43:1                             | Gravfält     |              | Hede, Bohuslän      |       | 58.579165, 11.719827 | 10155100430001 | Ladda upp en bild av detta fornminne |
| Hede 47:1                             | Hög          |              | Hede, Bohuslän      |       | 58.568786, 11.689537 | 10155100470001 | Ladda upp en bild av detta fornminne |
| Hede 48:1                             | Gravfält     |              | Hede, Bohuslän      |       | 58.573176, 11.691765 | 10155100480001 | Ladda upp en bild av detta fornminne |
| Hede 54:1                             | Stensättning |              | Hede, Bohuslän      |       | 58.573869, 11.729726 | 10155100540001 | Ladda upp en bild av detta fornminne |
| Hede 54:2                             | Hög          |              | Hede, Bohuslän      |       | 58.573565, 11.730041 | 10155100540002 | Ladda upp en bild av detta fornminne |
| Hede 54:3                             | Hög          |              | Hede, Bohuslän      |       | 58.573416, 11.729888 | 10155100540003 | Ladda upp en bild av detta fornminne |
| Hede 54:4                             | Hög          |              | Hede, Bohuslän      |       | 58.573483, 11.730258 | 10155100540004 | Ladda upp en bild av detta fornminne |
| Hede 55:1                             | Hög          |              | Hede, Bohuslän      |       | 58.574008, 11.731602 | 10155100550001 | Ladda upp en bild av detta fornminne |
| Hede 61:1                             | Stensättning |              | Hede, Bohuslän      |       | 58.573298, 11.764304 | 10155100610001 | Ladda upp en bild av detta fornminne |
| Hede 61:2                             | Stensättning |              | Hede, Bohuslän      |       | 58.573220, 11.764142 | 10155100610002 | Ladda upp en bild av detta fornminne |
| Hede 63:1                             | Stensättning |              | Hede, Bohuslän      |       | 58.573616, 11.768851 | 10155100630001 | Ladda upp en bild av detta fornminne |
| Femstenaröset,Kungsgraven (Hede 67:1) | Röse         |              | Hede, Bohuslän      |       | 58.576530, 11.830019 | 10155100670001 | Ladda upp en bild av detta fornminne |
| Hede 73:1                             | Hög          |              | Hede, Bohuslän      |       | 58.556629, 11.767930 | 10155100730001 | Ladda upp en bild av detta fornminne |
| Hede 79:1                             | Gravfält     |              | Hede, Bohuslän      |       | 58.550898, 11.690392 | 10155100790001 | Ladda upp en bild av detta fornminne |
| Hede 79:2                             | Hög          |              | Hede, Bohuslän      |       | 58.550534, 11.689935 | 10155100790002 | Ladda upp en bild av detta fornminne |
| Hede 82:1                             | Hög          |              | Hede, Bohuslän      |       | 58.540947, 11.686884 | 10155100820001 | Ladda upp en bild av detta fornminne |
| Hede 82:2                             | Hög          |              | Hede, Bohuslän      |       | 58.541257, 11.687314 | 10155100820002 | Ladda upp en bild av detta fornminne |
| Hede 82:3                             | Hög          |              | Hede, Bohuslän      |       | 58.541437, 11.687346 | 10155100820003 | Ladda upp en bild av detta fornminne |
| Hede 82:4                             | Hög          |              | Hede, Bohuslän      |       | 58.541363, 11.687577 | 10155100820004 | Ladda upp en bild av detta fornminne |
| Hede 90:1                             | Röse         |              | Hede, Bohuslän      |       | 58.617829, 11.790551 | 10155100900001 | Ladda upp en bild av detta fornminne |
| Hede 93:1                             | Hög          |              | Hede, Bohuslän      |       | 58.598836, 11.760508 | 10155100930001 | Ladda upp en bild av detta fornminne |
| Hede 98:1                             | Hög          |              | Hede, Bohuslän      |       | 58.602089, 11.780756 | 10155100980001 | Ladda upp en bild av detta fornminne |
| Hede 98:2                             | Hög          |              | Hede, Bohuslän      |       | 58.601986, 11.780631 | 10155100980002 | Ladda upp en bild av detta fornminne |
| Hede 98:3                             | Hög          |              | Hede, Bohuslän      |       | 58.601924, 11.780948 | 10155100980003 | Ladda upp en bild av detta fornminne |
| Hede 99:1                             | Stensättning |              | Hede, Bohuslän      |       | 58.553538, 11.801910 | 10155100990001 | Ladda upp en bild av detta fornminne |
| Hede 99:2                             | Stensättning |              | Hede, Bohuslän      |       | 58.553372, 11.801829 | 10155100990002 | Ladda upp en bild av detta fornminne |
| Hede 103:1                            | Stenkrets    |              | Hede, Bohuslän      |       | 58.553487, 11.692114 | 10155101030001 | Ladda upp en bild av detta fornminne |
| Hede 107:1                            | Hög          |              | Hede, Bohuslän      |       | 58.593633, 11.747436 | 10155101070001 | Ladda upp en bild av detta fornminne |
| Kyrkberget (Hede 110:1)               | Gravfält     |              | Hede, Bohuslän      |       | 58.542287, 11.694168 | 10155101100001 | Ladda upp en bild av detta fornminne |
| Hede 112:1                            | Gravfält     |              | Hede, Bohuslän      |       | 58.586474, 11.699759 | 10155101120001 | Ladda upp en bild av detta fornminne |
| Hede 115:1                            | Gravfält     |              | Hede, Bohuslän      |       | 58.578105, 11.720158 | 10155101150001 | Ladda upp en bild av detta fornminne |
| Hede 116:1                            | Stensättning |              | Hede, Bohuslän      |       | 58.577781, 11.722396 | 10155101160001 | Ladda upp en bild av detta fornminne |
| Hede 116:2                            | Stensättning |              | Hede, Bohuslän      |       | 58.577897, 11.722363 | 10155101160002 | Ladda upp en bild av detta fornminne |
| Hede 117:1                            | Stensättning |              | Hede, Bohuslän      |       | 58.577551, 11.720738 | 10155101170001 | Ladda upp en bild av detta fornminne |
| Hede 118:1                            | Stenkrets    |              | Hede, Bohuslän      |       | 58.577118, 11.721208 | 10155101180001 | Ladda upp en bild av detta fornminne |
| Hede 124:1                            | Stensättning |              | Hede, Bohuslän      |       | 58.568882, 11.757216 | 10155101240001 | Ladda upp en bild av detta fornminne |
| Hede 125:1                            | Gravfält     |              | Hede, Bohuslän      |       | 58.623325, 11.761027 | 10155101250001 | Ladda upp en bild av detta fornminne |
| Hede 170:1                            | Stensättning |              | Hede, Bohuslän      |       | 58.572009, 11.688338 | 10155101700001 | Ladda upp en bild av detta fornminne |
| Hede 170:2                            | Stensättning |              | Hede, Bohuslän      |       | 58.572164, 11.688162 | 10155101700002 | Ladda upp en bild av detta fornminne |
| Hede 395                              | Stensättning |              | Hede, Bohuslän      |       | 58.606435, 11.802802 | 12000000024401 | Ladda upp en bild av detta fornminne |

## Håby
| Namn       | Lämningstyp                 | Tillkomsttid | Historisk indelning | Plats | Läge                 | ID-nr          | Bild                                 |
| ---------- | --------------------------- | ------------ | ------------------- | ----- | -------------------- | -------------- | ------------------------------------ |
| Håby 1:1   | Hög                         |              | Håby, Bohuslän      |       | 58.506081, 11.648298 | 10155400010001 | Ladda upp en bild av detta fornminne |
| Håby 1:2   | Hällristning                |              | Håby, Bohuslän      |       | 58.506082, 11.648041 | 10155400010002 | Ladda upp en bild av detta fornminne |
| Håby 2:1   | Gravfält                    |              | Håby, Bohuslän      |       | 58.505571, 11.641902 | 10155400020001 | Ladda upp en bild av detta fornminne |
| Håby 2:2   | Hällristning                |              | Håby, Bohuslän      |       | 58.505590, 11.642302 | 10155400020002 | Ladda upp en bild av detta fornminne |
| Håby 3:1   | Hällristning                |              | Håby, Bohuslän      |       | 58.487042, 11.585729 | 10155400030001 | Ladda upp en bild av detta fornminne |
| Håby 4:2   | Hällristning                |              | Håby, Bohuslän      |       | 58.487100, 11.593256 | 10155400040002 | Ladda upp en bild av detta fornminne |
| Håby 5:1   | Hög                         |              | Håby, Bohuslän      |       | 58.501090, 11.649074 | 10155400050001 | Ladda upp en bild av detta fornminne |
| Håby 5:2   | Hällristning                |              | Håby, Bohuslän      |       | 58.501091, 11.648957 | 10155400050002 | Ladda upp en bild av detta fornminne |
| Håby 6:1   | Hällristning                |              | Håby, Bohuslän      |       | 58.490975, 11.598941 | 10155400060001 | Ladda upp en bild av detta fornminne |
| Håby 7:1   | Hällristning                |              | Håby, Bohuslän      |       | 58.473544, 11.609265 | 10155400070001 | Ladda upp en bild av detta fornminne |
| Håby 8:1   | Hällristning                |              | Håby, Bohuslän      |       | 58.503577, 11.603591 | 10155400080001 | Ladda upp en bild av detta fornminne |
| Håby 9:1   | Hällristning                |              | Håby, Bohuslän      |       | 58.503152, 11.603798 | 10155400090001 | Ladda upp en bild av detta fornminne |
| Håby 10:1  | Hällristning                |              | Håby, Bohuslän      |       | 58.512362, 11.616827 | 10155400100001 | Ladda upp en bild av detta fornminne |
| Håby 11:1  | Hällristning                |              | Håby, Bohuslän      |       | 58.504928, 11.618212 | 10155400110001 | Ladda upp en bild av detta fornminne |
| Håby 11:2  | Hällristning                |              | Håby, Bohuslän      |       | 58.504969, 11.618229 | 10155400110002 | Ladda upp en bild av detta fornminne |
| Håby 11:3  | Hällristning                |              | Håby, Bohuslän      |       | 58.504937, 11.618271 | 10155400110003 | Ladda upp en bild av detta fornminne |
| Håby 13:1  | Röse                        |              | Håby, Bohuslän      |       | 58.473098, 11.580323 | 10155400130001 | Ladda upp en bild av detta fornminne |
| Håby 14:1  | Röse                        |              | Håby, Bohuslän      |       | 58.474060, 11.584112 | 10155400140001 | Ladda upp en bild av detta fornminne |
| Håby 15:1  | Stensättning                |              | Håby, Bohuslän      |       | 58.472031, 11.599534 | 10155400150001 | Ladda upp en bild av detta fornminne |
| Håby 16:1  | Stensättning                |              | Håby, Bohuslän      |       | 58.471852, 11.595009 | 10155400160001 | Ladda upp en bild av detta fornminne |
| Håby 17:1  | Stensättning                |              | Håby, Bohuslän      |       | 58.478283, 11.597673 | 10155400170001 | Ladda upp en bild av detta fornminne |
| Håby 17:2  | Stensättning                |              | Håby, Bohuslän      |       | 58.478299, 11.598134 | 10155400170002 | Ladda upp en bild av detta fornminne |
| Håby 18:1  | Stensättning                |              | Håby, Bohuslän      |       | 58.481176, 11.584040 | 10155400180001 | Ladda upp en bild av detta fornminne |
| Håby 18:2  | Stensättning                |              | Håby, Bohuslän      |       | 58.481194, 11.584570 | 10155400180002 | Ladda upp en bild av detta fornminne |
| Håby 24:1  | Hög                         |              | Håby, Bohuslän      |       | 58.473761, 11.610646 | 10155400240001 | Ladda upp en bild av detta fornminne |
| Håby 24:2  | Stensättning                |              | Håby, Bohuslän      |       | 58.473660, 11.610040 | 10155400240002 | Ladda upp en bild av detta fornminne |
| Håby 24:3  | Stensättning                |              | Håby, Bohuslän      |       | 58.473772, 11.609906 | 10155400240003 | Ladda upp en bild av detta fornminne |
| Håby 25:1  | Stensättning                |              | Håby, Bohuslän      |       | 58.472181, 11.609912 | 10155400250001 | Ladda upp en bild av detta fornminne |
| Håby 28:1  | Stensättning                |              | Håby, Bohuslän      |       | 58.466334, 11.599298 | 10155400280001 | Ladda upp en bild av detta fornminne |
| Håby 30:1  | Stenkammargrav              |              | Håby, Bohuslän      |       | 58.479050, 11.602569 | 10155400300001 | Ladda upp en bild av detta fornminne |
| Håby 31:1  | Stensättning                |              | Håby, Bohuslän      |       | 58.487321, 11.583735 | 10155400310001 | Ladda upp en bild av detta fornminne |
| Håby 32:1  | Stensättning                |              | Håby, Bohuslän      |       | 58.486037, 11.580760 | 10155400320001 | Ladda upp en bild av detta fornminne |
| Håby 33:1  | Stensättning                |              | Håby, Bohuslän      |       | 58.484562, 11.578961 | 10155400330001 | Ladda upp en bild av detta fornminne |
| Håby 35:1  | Stensättning                |              | Håby, Bohuslän      |       | 58.488015, 11.575006 | 10155400350001 | Ladda upp en bild av detta fornminne |
| Håby 36:1  | Stensättning                |              | Håby, Bohuslän      |       | 58.490064, 11.569106 | 10155400360001 | Ladda upp en bild av detta fornminne |
| Håby 42:1  | Stensättning                |              | Håby, Bohuslän      |       | 58.494501, 11.605661 | 10155400420001 | Ladda upp en bild av detta fornminne |
| Håby 43:1  | Gravfält                    |              | Håby, Bohuslän      |       | 58.494709, 11.607594 | 10155400430001 | Ladda upp en bild av detta fornminne |
| Håby 45:1  | Hög                         |              | Håby, Bohuslän      |       | 58.498037, 11.625920 | 10155400450001 | Ladda upp en bild av detta fornminne |
| Håby 45:2  | Hög                         |              | Håby, Bohuslän      |       | 58.498101, 11.625689 | 10155400450002 | Ladda upp en bild av detta fornminne |
| Håby 45:3  | Hög                         |              | Håby, Bohuslän      |       | 58.498271, 11.625943 | 10155400450003 | Ladda upp en bild av detta fornminne |
| Håby 47:1  | Hög                         |              | Håby, Bohuslän      |       | 58.496704, 11.611041 | 10155400470001 | Ladda upp en bild av detta fornminne |
| Håby 47:2  | Hög                         |              | Håby, Bohuslän      |       | 58.496530, 11.611217 | 10155400470002 | Ladda upp en bild av detta fornminne |
| Håby 47:3  | Stensättning                |              | Håby, Bohuslän      |       | 58.496311, 11.610899 | 10155400470003 | Ladda upp en bild av detta fornminne |
| Håby 49:1  | Hög                         |              | Håby, Bohuslän      |       | 58.501390, 11.619409 | 10155400490001 | Ladda upp en bild av detta fornminne |
| Håby 49:2  | Stensättning                |              | Håby, Bohuslän      |       | 58.501270, 11.619070 | 10155400490002 | Ladda upp en bild av detta fornminne |
| Håby 49:3  | Stensättning                |              | Håby, Bohuslän      |       | 58.501336, 11.618873 | 10155400490003 | Ladda upp en bild av detta fornminne |
| Håby 52:1  | Hög                         |              | Håby, Bohuslän      |       | 58.498292, 11.616599 | 10155400520001 | Ladda upp en bild av detta fornminne |
| Håby 53:1  | Stensättning                |              | Håby, Bohuslän      |       | 58.496154, 11.628793 | 10155400530001 | Ladda upp en bild av detta fornminne |
| Håby 54:1  | Gravfält                    |              | Håby, Bohuslän      |       | 58.502364, 11.634833 | 10155400540001 | Ladda upp en bild av detta fornminne |
| Håby 55:1  | Hög                         |              | Håby, Bohuslän      |       | 58.501860, 11.633801 | 10155400550001 | Ladda upp en bild av detta fornminne |
| Håby 60:1  | Stensättning                |              | Håby, Bohuslän      |       | 58.486894, 11.557533 | 10155400600001 | Ladda upp en bild av detta fornminne |
| Håby 61:1  | Röse                        |              | Håby, Bohuslän      |       | 58.485740, 11.556946 | 10155400610001 | Ladda upp en bild av detta fornminne |
| Håby 63:1  | Röse                        |              | Håby, Bohuslän      |       | 58.492181, 11.545370 | 10155400630001 | Ladda upp en bild av detta fornminne |
| Håby 63:2  | Röse                        |              | Håby, Bohuslän      |       | 58.492351, 11.545917 | 10155400630002 | Ladda upp en bild av detta fornminne |
| Håby 65:1  | Röse                        |              | Håby, Bohuslän      |       | 58.485746, 11.615449 | 10155400650001 | Ladda upp en bild av detta fornminne |
| Håby 66:1  | Stensättning                |              | Håby, Bohuslän      |       | 58.486652, 11.622668 | 10155400660001 | Ladda upp en bild av detta fornminne |
| Håby 67:1  | Stensättning                |              | Håby, Bohuslän      |       | 58.485711, 11.601521 | 10155400670001 | Ladda upp en bild av detta fornminne |
| Håby 69:1  | Hög                         |              | Håby, Bohuslän      |       | 58.496092, 11.635582 | 10155400690001 | Ladda upp en bild av detta fornminne |
| Håby 70:1  | Stensättning                |              | Håby, Bohuslän      |       | 58.493602, 11.635060 | 10155400700001 | Ladda upp en bild av detta fornminne |
| Håby 71:1  | Stensättning                |              | Håby, Bohuslän      |       | 58.493638, 11.633424 | 10155400710001 | Ladda upp en bild av detta fornminne |
| Håby 72:1  | Stensättning                |              | Håby, Bohuslän      |       | 58.492809, 11.634195 | 10155400720001 | Ladda upp en bild av detta fornminne |
| Håby 72:2  | Grav markerad av sten/block |              | Håby, Bohuslän      |       | 58.492701, 11.634208 | 10155400720002 | Ladda upp en bild av detta fornminne |
| Håby 72:3  | Stensättning                |              | Håby, Bohuslän      |       | 58.492779, 11.633838 | 10155400720003 | Ladda upp en bild av detta fornminne |
| Håby 72:4  | Grav markerad av sten/block |              | Håby, Bohuslän      |       | 58.492964, 11.634262 | 10155400720004 | Ladda upp en bild av detta fornminne |
| Håby 73:1  | Stensättning                |              | Håby, Bohuslän      |       | 58.491081, 11.630370 | 10155400730001 | Ladda upp en bild av detta fornminne |
| Håby 80:1  | Hög                         |              | Håby, Bohuslän      |       | 58.507538, 11.618547 | 10155400800001 | Ladda upp en bild av detta fornminne |
| Håby 80:2  | Hög                         |              | Håby, Bohuslän      |       | 58.507322, 11.617990 | 10155400800002 | Ladda upp en bild av detta fornminne |
| Håby 82:1  | Stensättning                |              | Håby, Bohuslän      |       | 58.513698, 11.601693 | 10155400820001 | Ladda upp en bild av detta fornminne |
| Håby 85:1  | Stensättning                |              | Håby, Bohuslän      |       | 58.507865, 11.610006 | 10155400850001 | Ladda upp en bild av detta fornminne |
| Håby 87:1  | Röse                        |              | Håby, Bohuslän      |       | 58.504751, 11.593629 | 10155400870001 | Ladda upp en bild av detta fornminne |
| Håby 87:2  | Röse                        |              | Håby, Bohuslän      |       | 58.504598, 11.593613 | 10155400870002 | Ladda upp en bild av detta fornminne |
| Håby 87:3  | Röse                        |              | Håby, Bohuslän      |       | 58.504488, 11.593522 | 10155400870003 | Ladda upp en bild av detta fornminne |
| Håby 87:4  | Röse                        |              | Håby, Bohuslän      |       | 58.504885, 11.593871 | 10155400870004 | Ladda upp en bild av detta fornminne |
| Håby 88:1  | Stensättning                |              | Håby, Bohuslän      |       | 58.501492, 11.596820 | 10155400880001 | Ladda upp en bild av detta fornminne |
| Håby 89:1  | Stensättning                |              | Håby, Bohuslän      |       | 58.500192, 11.600608 | 10155400890001 | Ladda upp en bild av detta fornminne |
| Håby 91:1  | Stensättning                |              | Håby, Bohuslän      |       | 58.500353, 11.587220 | 10155400910001 | Ladda upp en bild av detta fornminne |
| Håby 102:1 | Stensättning                |              | Håby, Bohuslän      |       | 58.513913, 11.624096 | 10155401020001 | Ladda upp en bild av detta fornminne |
| Håby 102:2 | Stensättning                |              | Håby, Bohuslän      |       | 58.513785, 11.623252 | 10155401020002 | Ladda upp en bild av detta fornminne |
| Håby 102:3 | Stensättning                |              | Håby, Bohuslän      |       | 58.513972, 11.624501 | 10155401020003 | Ladda upp en bild av detta fornminne |
| Håby 103:1 | Röse                        |              | Håby, Bohuslän      |       | 58.510298, 11.629592 | 10155401030001 | Ladda upp en bild av detta fornminne |
| Håby 104:1 | Stensättning                |              | Håby, Bohuslän      |       | 58.510444, 11.636035 | 10155401040001 | Ladda upp en bild av detta fornminne |
| Håby 105:1 | Stensättning                |              | Håby, Bohuslän      |       | 58.510790, 11.636698 | 10155401050001 | Ladda upp en bild av detta fornminne |
| Håby 105:2 | Stensättning                |              | Håby, Bohuslän      |       | 58.510773, 11.636975 | 10155401050002 | Ladda upp en bild av detta fornminne |
| Håby 106:1 | Stensättning                |              | Håby, Bohuslän      |       | 58.510937, 11.638914 | 10155401060001 | Ladda upp en bild av detta fornminne |
| Håby 108:1 | Stensättning                |              | Håby, Bohuslän      |       | 58.516919, 11.632957 | 10155401080001 | Ladda upp en bild av detta fornminne |
| Håby 110:1 | Grav markerad av sten/block |              | Håby, Bohuslän      |       | 58.507474, 11.641209 | 10155401100001 | Ladda upp en bild av detta fornminne |
| Håby 111:1 | Hög                         |              | Håby, Bohuslän      |       | 58.509938, 11.643371 | 10155401110001 | Ladda upp en bild av detta fornminne |
| Håby 111:2 | Hög                         |              | Håby, Bohuslän      |       | 58.509447, 11.643494 | 10155401110002 | Ladda upp en bild av detta fornminne |
| Håby 111:3 | Hög                         |              | Håby, Bohuslän      |       | 58.509331, 11.643526 | 10155401110003 | Ladda upp en bild av detta fornminne |
| Håby 115:1 | Stensättning                |              | Håby, Bohuslän      |       | 58.506641, 11.644006 | 10155401150001 | Ladda upp en bild av detta fornminne |
| Håby 117:1 | Gravfält                    |              | Håby, Bohuslän      |       | 58.505712, 11.643507 | 10155401170001 | Ladda upp en bild av detta fornminne |
| Håby 118:1 | Gravfält                    |              | Håby, Bohuslän      |       | 58.505482, 11.643063 | 10155401180001 | Ladda upp en bild av detta fornminne |
| Håby 119:1 | Gravfält                    |              | Håby, Bohuslän      |       | 58.504832, 11.643784 | 10155401190001 | Ladda upp en bild av detta fornminne |
| Håby 120:1 | Hög                         |              | Håby, Bohuslän      |       | 58.503334, 11.647701 | 10155401200001 | Ladda upp en bild av detta fornminne |
| Håby 121:1 | Gravfält                    |              | Håby, Bohuslän      |       | 58.503129, 11.650718 | 10155401210001 | Ladda upp en bild av detta fornminne |
| Håby 122:1 | Gravfält                    |              | Håby, Bohuslän      |       | 58.503893, 11.653224 | 10155401220001 | Ladda upp en bild av detta fornminne |
| Håby 124:1 | Hög                         |              | Håby, Bohuslän      |       | 58.500160, 11.653589 | 10155401240001 | Ladda upp en bild av detta fornminne |
| Håby 126:1 | Stensättning                |              | Håby, Bohuslän      |       | 58.509395, 11.653583 | 10155401260001 | Ladda upp en bild av detta fornminne |
| Håby 126:3 | Stensättning                |              | Håby, Bohuslän      |       | 58.509165, 11.653164 | 10155401260003 | Ladda upp en bild av detta fornminne |
| Håby 126:4 | Stensättning                |              | Håby, Bohuslän      |       | 58.509811, 11.653945 | 10155401260004 | Ladda upp en bild av detta fornminne |
| Håby 127:1 | Röse                        |              | Håby, Bohuslän      |       | 58.508477, 11.654398 | 10155401270001 | Ladda upp en bild av detta fornminne |
| Håby 133:1 | Stenkrets                   |              | Håby, Bohuslän      |       | 58.514524, 11.669000 | 10155401330001 | Ladda upp en bild av detta fornminne |
| Håby 134:1 | Stensättning                |              | Håby, Bohuslän      |       | 58.514634, 11.672028 | 10155401340001 | Ladda upp en bild av detta fornminne |
| Håby 139:1 | Röse                        |              | Håby, Bohuslän      |       | 58.517463, 11.651953 | 10155401390001 | Ladda upp en bild av detta fornminne |
| Håby 140:1 | Stensättning                |              | Håby, Bohuslän      |       | 58.544452, 11.649745 | 10155401400001 | Ladda upp en bild av detta fornminne |
| Håby 142:1 | Stensättning                |              | Håby, Bohuslän      |       | 58.541864, 11.642815 | 10155401420001 | Ladda upp en bild av detta fornminne |
| Håby 145:1 | Gravfält                    |              | Håby, Bohuslän      |       | 58.503404, 11.656228 | 10155401450001 | Ladda upp en bild av detta fornminne |
| Håby 196:1 | Stensättning                |              | Håby, Bohuslän      |       | 58.498930, 11.613620 | 10155401960001 | Ladda upp en bild av detta fornminne |
| Håby 196:2 | Stensättning                |              | Håby, Bohuslän      |       | 58.498662, 11.613120 | 10155401960002 | Ladda upp en bild av detta fornminne |
| Håby 260:1 | Stensättning                |              | Håby, Bohuslän      |       | 58.471589, 11.591678 | 10155402600001 | Ladda upp en bild av detta fornminne |
| Håby 261:1 | Stensättning                |              | Håby, Bohuslän      |       | 58.480030, 11.596260 | 10155402610001 | Ladda upp en bild av detta fornminne |
| Håby 272:1 | Hällristning                |              | Håby, Bohuslän      |       | 58.482665, 11.560664 | 10155402720001 | Ladda upp en bild av detta fornminne |
| Håby 272:2 | Hällristning                |              | Håby, Bohuslän      |       | 58.483009, 11.560482 | 10155402720002 | Ladda upp en bild av detta fornminne |
| Håby 297   | Hällristning                |              | Håby, Bohuslän      |       | 58.492436, 11.598690 | 12000000128213 | Ladda upp en bild av detta fornminne |
| Håby 300   | Hällristning                |              | Håby, Bohuslän      |       | 58.490475, 11.605544 | 12000000128217 | Ladda upp en bild av detta fornminne |

## Krokstad
| Namn                          | Lämningstyp    | Tillkomsttid | Historisk indelning | Plats | Läge                 | ID-nr          | Bild                                 |
| ----------------------------- | -------------- | ------------ | ------------------- | ----- | -------------------- | -------------- | ------------------------------------ |
| Krokstad 6:1                  | Röse           |              | Krokstad, Bohuslän  |       | 58.780242, 11.752436 | 10156200060001 | Ladda upp en bild av detta fornminne |
| Krokstad 7:1                  | Röse           |              | Krokstad, Bohuslän  |       | 58.793234, 11.767420 | 10156200070001 | Ladda upp en bild av detta fornminne |
| Krokstad 8:1                  | Röse           |              | Krokstad, Bohuslän  |       | 58.784474, 11.776434 | 10156200080001 | Ladda upp en bild av detta fornminne |
| Krokstad 10:1                 | Röse           |              | Krokstad, Bohuslän  |       | 58.762669, 11.780137 | 10156200100001 | Ladda upp en bild av detta fornminne |
| Krokstad 11:1                 | Röse           |              | Krokstad, Bohuslän  |       | 58.762090, 11.779584 | 10156200110001 | Ladda upp en bild av detta fornminne |
| Krokstad 11:2                 | Röse           |              | Krokstad, Bohuslän  |       | 58.761907, 11.779479 | 10156200110002 | Ladda upp en bild av detta fornminne |
| Krokstad 13:1                 | Stensättning   |              | Krokstad, Bohuslän  |       | 58.749840, 11.808460 | 10156200130001 | Ladda upp en bild av detta fornminne |
| Krokstad 14:1                 | Stensättning   |              | Krokstad, Bohuslän  |       | 58.748156, 11.807175 | 10156200140001 | Ladda upp en bild av detta fornminne |
| Krokstad 15:1                 | Stensättning   |              | Krokstad, Bohuslän  |       | 58.746592, 11.808281 | 10156200150001 | Ladda upp en bild av detta fornminne |
| Krokstad 16:1                 | Hög            |              | Krokstad, Bohuslän  |       | 58.745657, 11.813927 | 10156200160001 | Ladda upp en bild av detta fornminne |
| Krokstad 17:1                 | Hög            |              | Krokstad, Bohuslän  |       | 58.744640, 11.812341 | 10156200170001 | Ladda upp en bild av detta fornminne |
| Krokstad 17:2                 | Hög            |              | Krokstad, Bohuslän  |       | 58.744524, 11.812386 | 10156200170002 | Ladda upp en bild av detta fornminne |
| Krokstad 17:3                 | Hög            |              | Krokstad, Bohuslän  |       | 58.744691, 11.812596 | 10156200170003 | Ladda upp en bild av detta fornminne |
| Krokstad 18:1                 | Stensättning   |              | Krokstad, Bohuslän  |       | 58.739402, 11.766774 | 10156200180001 | Ladda upp en bild av detta fornminne |
| Krokstad 19:1                 | Röse           |              | Krokstad, Bohuslän  |       | 58.741134, 11.777932 | 10156200190001 | Ladda upp en bild av detta fornminne |
| Krokstad 20:1                 | Stensättning   |              | Krokstad, Bohuslän  |       | 58.738406, 11.781496 | 10156200200001 | Ladda upp en bild av detta fornminne |
| Krokstad 21:1                 | Röse           |              | Krokstad, Bohuslän  |       | 58.739306, 11.809885 | 10156200210001 | Ladda upp en bild av detta fornminne |
| Krokstad 22:1                 | Hög            |              | Krokstad, Bohuslän  |       | 58.737907, 11.812851 | 10156200220001 | Ladda upp en bild av detta fornminne |
| Krokstad 26:1                 | Röse           |              | Krokstad, Bohuslän  |       | 58.731987, 11.756025 | 10156200260001 | Ladda upp en bild av detta fornminne |
| Krokstad 27:1                 | Röse           |              | Krokstad, Bohuslän  |       | 58.731989, 11.757236 | 10156200270001 | Ladda upp en bild av detta fornminne |
| Krokstad 28:1                 | Hög            |              | Krokstad, Bohuslän  |       | 58.731079, 11.777417 | 10156200280001 | Ladda upp en bild av detta fornminne |
| Krokstad 28:2                 | Stensättning   |              | Krokstad, Bohuslän  |       | 58.731132, 11.777859 | 10156200280002 | Ladda upp en bild av detta fornminne |
| Krokstad 31:1                 | Hög            |              | Krokstad, Bohuslän  |       | 58.723467, 11.789932 | 10156200310001 | Ladda upp en bild av detta fornminne |
| Krokstad 32:1                 | Gravfält       |              | Krokstad, Bohuslän  |       | 58.727840, 11.801506 | 10156200320001 | Ladda upp en bild av detta fornminne |
| Krokstad 33:1                 | Stensättning   |              | Krokstad, Bohuslän  |       | 58.726757, 11.801902 | 10156200330001 | Ladda upp en bild av detta fornminne |
| Krokstad 34:1                 | Stensättning   |              | Krokstad, Bohuslän  |       | 58.724926, 11.799186 | 10156200340001 | Ladda upp en bild av detta fornminne |
| Krokstad 35:1                 | Stensättning   |              | Krokstad, Bohuslän  |       | 58.724023, 11.795336 | 10156200350001 | Ladda upp en bild av detta fornminne |
| Krokstad 36:1                 | Stensättning   |              | Krokstad, Bohuslän  |       | 58.721906, 11.795964 | 10156200360001 | Ladda upp en bild av detta fornminne |
| Krokstad 38:1                 | Röse           |              | Krokstad, Bohuslän  |       | 58.716882, 11.701953 | 10156200380001 | Ladda upp en bild av detta fornminne |
| Krokstad 40:1                 | Röse           |              | Krokstad, Bohuslän  |       | 58.722581, 11.773090 | 10156200400001 | Ladda upp en bild av detta fornminne |
| Krokstad 41:1                 | Röse           |              | Krokstad, Bohuslän  |       | 58.719088, 11.774227 | 10156200410001 | Ladda upp en bild av detta fornminne |
| Krokstad 41:2                 | Röse           |              | Krokstad, Bohuslän  |       | 58.718761, 11.774378 | 10156200410002 | Ladda upp en bild av detta fornminne |
| Krokstad 41:3                 | Röse           |              | Krokstad, Bohuslän  |       | 58.718599, 11.774141 | 10156200410003 | Ladda upp en bild av detta fornminne |
| Krokstad 44:1                 | Röse           |              | Krokstad, Bohuslän  |       | 58.717618, 11.775076 | 10156200440001 | Ladda upp en bild av detta fornminne |
| Krokstad 45:1                 | Stensättning   |              | Krokstad, Bohuslän  |       | 58.716761, 11.775509 | 10156200450001 | Ladda upp en bild av detta fornminne |
| Krokstad 45:2                 | Stensättning   |              | Krokstad, Bohuslän  |       | 58.716637, 11.775544 | 10156200450002 | Ladda upp en bild av detta fornminne |
| Krokstad 46:1                 | Hög            |              | Krokstad, Bohuslän  |       | 58.713335, 11.771086 | 10156200460001 | Ladda upp en bild av detta fornminne |
| Krokstad 46:2                 | Hög            |              | Krokstad, Bohuslän  |       | 58.713297, 11.771282 | 10156200460002 | Ladda upp en bild av detta fornminne |
| Krokstad 47:1                 | Stensättning   |              | Krokstad, Bohuslän  |       | 58.712400, 11.773225 | 10156200470001 | Ladda upp en bild av detta fornminne |
| Krokstad 48:1                 | Stensättning   |              | Krokstad, Bohuslän  |       | 58.710004, 11.766598 | 10156200480001 | Ladda upp en bild av detta fornminne |
| Krokstad 50:1                 | Hög            |              | Krokstad, Bohuslän  |       | 58.709654, 11.775794 | 10156200500001 | Ladda upp en bild av detta fornminne |
| Krokstad 51:1                 | Hög            |              | Krokstad, Bohuslän  |       | 58.715154, 11.793163 | 10156200510001 | Ladda upp en bild av detta fornminne |
| Krokstad 51:2                 | Stensättning   |              | Krokstad, Bohuslän  |       | 58.715336, 11.793108 | 10156200510002 | Ladda upp en bild av detta fornminne |
| Krokstad 51:3                 | Stensättning   |              | Krokstad, Bohuslän  |       | 58.715346, 11.792882 | 10156200510003 | Ladda upp en bild av detta fornminne |
| Krokstad 52:1                 | Stensättning   |              | Krokstad, Bohuslän  |       | 58.711401, 11.788772 | 10156200520001 | Ladda upp en bild av detta fornminne |
| Krokstad 56:1                 | Stensättning   |              | Krokstad, Bohuslän  |       | 58.706321, 11.791256 | 10156200560001 | Ladda upp en bild av detta fornminne |
| Krokstad 57:1                 | Stensättning   |              | Krokstad, Bohuslän  |       | 58.703843, 11.764554 | 10156200570001 | Ladda upp en bild av detta fornminne |
| Krokstad 58:1                 | Hög            |              | Krokstad, Bohuslän  |       | 58.702223, 11.769486 | 10156200580001 | Ladda upp en bild av detta fornminne |
| Krokstad 59:1                 | Gravfält       |              | Krokstad, Bohuslän  |       | 58.699714, 11.769111 | 10156200590001 | Ladda upp en bild av detta fornminne |
| Krokstad 60:1                 | Röse           |              | Krokstad, Bohuslän  |       | 58.696189, 11.764175 | 10156200600001 | Ladda upp en bild av detta fornminne |
| Krokstad 60:2                 | Stensättning   |              | Krokstad, Bohuslän  |       | 58.696044, 11.764144 | 10156200600002 | Ladda upp en bild av detta fornminne |
| Krokstad 61:1                 | Röse           |              | Krokstad, Bohuslän  |       | 58.693328, 11.760580 | 10156200610001 | Ladda upp en bild av detta fornminne |
| Krokstad 62:1                 | Stensättning   |              | Krokstad, Bohuslän  |       | 58.694478, 11.767443 | 10156200620001 | Ladda upp en bild av detta fornminne |
| Krokstad 63:1                 | Stensättning   |              | Krokstad, Bohuslän  |       | 58.694001, 11.766249 | 10156200630001 | Ladda upp en bild av detta fornminne |
| Krokstad 64:1                 | Stensättning   |              | Krokstad, Bohuslän  |       | 58.688839, 11.760245 | 10156200640001 | Ladda upp en bild av detta fornminne |
| Krokstad 65:1                 | Gravfält       |              | Krokstad, Bohuslän  |       | 58.684428, 11.763540 | 10156200650001 | Ladda upp en bild av detta fornminne |
| Krokstad 66:1                 | Röse           |              | Krokstad, Bohuslän  |       | 58.681326, 11.749494 | 10156200660001 | Ladda upp en bild av detta fornminne |
| Krokstad 67:1                 | Stensättning   |              | Krokstad, Bohuslän  |       | 58.695398, 11.783319 | 10156200670001 | Ladda upp en bild av detta fornminne |
| Krokstad 68:1                 | Hög            |              | Krokstad, Bohuslän  |       | 58.693988, 11.788968 | 10156200680001 | Ladda upp en bild av detta fornminne |
| Krokstad 70:1                 | Gravfält       |              | Krokstad, Bohuslän  |       | 58.692799, 11.788288 | 10156200700001 | Ladda upp en bild av detta fornminne |
| Krokstad 71:2                 | Stensättning   |              | Krokstad, Bohuslän  |       | 58.689330, 11.787339 | 10156200710002 | Ladda upp en bild av detta fornminne |
| Krokstad 71:3                 | Stensättning   |              | Krokstad, Bohuslän  |       | 58.689460, 11.787461 | 10156200710003 | Ladda upp en bild av detta fornminne |
| Svältekulla (Krokstad 72:1)   | Stensättning   |              | Krokstad, Bohuslän  |       | 58.691976, 11.793034 | 10156200720001 | Ladda upp en bild av detta fornminne |
| Krokstad 75:1                 | Hög            |              | Krokstad, Bohuslän  |       | 58.685887, 11.790047 | 10156200750001 | Ladda upp en bild av detta fornminne |
| Krokstad 76:1                 | Stensättning   |              | Krokstad, Bohuslän  |       | 58.688350, 11.799942 | 10156200760001 | Ladda upp en bild av detta fornminne |
| Krokstad 77:1                 | Hög            |              | Krokstad, Bohuslän  |       | 58.682928, 11.785980 | 10156200770001 | Ladda upp en bild av detta fornminne |
| Krokstad 78:1                 | Hög            |              | Krokstad, Bohuslän  |       | 58.677070, 11.775683 | 10156200780001 | Ladda upp en bild av detta fornminne |
| Krokstad 80:1                 | Stensättning   |              | Krokstad, Bohuslän  |       | 58.678165, 11.780447 | 10156200800001 | Ladda upp en bild av detta fornminne |
| Krokstad 81:1                 | Stensättning   |              | Krokstad, Bohuslän  |       | 58.678599, 11.798721 | 10156200810001 | Ladda upp en bild av detta fornminne |
| Krokstad 84:1                 | Hällristning   |              | Krokstad, Bohuslän  |       | 58.675506, 11.788545 | 10156200840001 | Ladda upp en bild av detta fornminne |
| Krokstad 85:1                 | Stensättning   |              | Krokstad, Bohuslän  |       | 58.672408, 11.792934 | 10156200850001 | Ladda upp en bild av detta fornminne |
| Krokstad 86:1                 | Hällristning   |              | Krokstad, Bohuslän  |       | 58.669249, 11.796864 | 10156200860001 | Ladda upp en bild av detta fornminne |
| Krokstad 87:1                 | Stensättning   |              | Krokstad, Bohuslän  |       | 58.669996, 11.765353 | 10156200870001 | Ladda upp en bild av detta fornminne |
| Krokstad 89:1                 | Stensättning   |              | Krokstad, Bohuslän  |       | 58.665316, 11.763627 | 10156200890001 | Ladda upp en bild av detta fornminne |
| Galgeberget (Krokstad 90:1)   | Stensättning   |              | Krokstad, Bohuslän  |       | 58.668668, 11.779563 | 10156200900001 | Ladda upp en bild av detta fornminne |
| Galgeberget (Krokstad 90:3)   | Stensättning   |              | Krokstad, Bohuslän  |       | 58.669098, 11.779785 | 10156200900003 | Ladda upp en bild av detta fornminne |
| Krokstad 91:1                 | Stensättning   |              | Krokstad, Bohuslän  |       | 58.663491, 11.799426 | 10156200910001 | Ladda upp en bild av detta fornminne |
| Krokstad 91:2                 | Hög            |              | Krokstad, Bohuslän  |       | 58.663327, 11.799360 | 10156200910002 | Ladda upp en bild av detta fornminne |
| Krokstad 92:1                 | Hög            |              | Krokstad, Bohuslän  |       | 58.660903, 11.773270 | 10156200920001 | Ladda upp en bild av detta fornminne |
| Krokstad 93:1                 | Hög            |              | Krokstad, Bohuslän  |       | 58.659397, 11.767973 | 10156200930001 | Ladda upp en bild av detta fornminne |
| Krokstad 93:2                 | Hög            |              | Krokstad, Bohuslän  |       | 58.659168, 11.767692 | 10156200930002 | Ladda upp en bild av detta fornminne |
| Krokstad 94:1                 | Hög            |              | Krokstad, Bohuslän  |       | 58.658180, 11.768508 | 10156200940001 | Ladda upp en bild av detta fornminne |
| Slottskullen (Krokstad 97:1)  | Fornborg       |              | Krokstad, Bohuslän  |       | 58.654068, 11.733726 | 10156200970001 | Ladda upp en bild av detta fornminne |
| Krokstad 98:1                 | Gravfält       |              | Krokstad, Bohuslän  |       | 58.651014, 11.775756 | 10156200980001 | Ladda upp en bild av detta fornminne |
| Krokstad 99:1                 | Hög            |              | Krokstad, Bohuslän  |       | 58.649438, 11.773776 | 10156200990001 | Ladda upp en bild av detta fornminne |
| Krokstad 107:1                | Stensättning   |              | Krokstad, Bohuslän  |       | 58.637967, 11.769773 | 10156201070001 | Ladda upp en bild av detta fornminne |
| Krokstad 109:1                | Stensättning   |              | Krokstad, Bohuslän  |       | 58.641386, 11.778295 | 10156201090001 | Ladda upp en bild av detta fornminne |
| Gälhusommen (Krokstad 112:1)  | Stenkammargrav |              | Krokstad, Bohuslän  |       | 58.642730, 11.798521 | 10156201120001 | Ladda upp en bild av detta fornminne |
| Krokstad 113:3                | Stensättning   |              | Krokstad, Bohuslän  |       | 58.642215, 11.809479 | 10156201130003 | Ladda upp en bild av detta fornminne |
| Krokstad 114:1                | Röse           |              | Krokstad, Bohuslän  |       | 58.641567, 11.809113 | 10156201140001 | Ladda upp en bild av detta fornminne |
| Krokstad 117:1                | Stensättning   |              | Krokstad, Bohuslän  |       | 58.641074, 11.821239 | 10156201170001 | Ladda upp en bild av detta fornminne |
| Krokstad 117:3                | Hög            |              | Krokstad, Bohuslän  |       | 58.641157, 11.820990 | 10156201170003 | Ladda upp en bild av detta fornminne |
| Krokstad 121:1                | Hög            |              | Krokstad, Bohuslän  |       | 58.631494, 11.801871 | 10156201210001 | Ladda upp en bild av detta fornminne |
| Krokstad 122:1                | Stenkammargrav |              | Krokstad, Bohuslän  |       | 58.630726, 11.803033 | 10156201220001 | Ladda upp en bild av detta fornminne |
| Krokstad 123:1                | Stensättning   |              | Krokstad, Bohuslän  |       | 58.630046, 11.808008 | 10156201230001 | Ladda upp en bild av detta fornminne |
| Krokstad 124:1                | Stensättning   |              | Krokstad, Bohuslän  |       | 58.631286, 11.832503 | 10156201240001 | Ladda upp en bild av detta fornminne |
| Krokstad 125:1                | Stensättning   |              | Krokstad, Bohuslän  |       | 58.625023, 11.838037 | 10156201250001 | Ladda upp en bild av detta fornminne |
| Krokstad 126:1                | Stensättning   |              | Krokstad, Bohuslän  |       | 58.624836, 11.843684 | 10156201260001 | Ladda upp en bild av detta fornminne |
| Krokstad 131:1                | Gravfält       |              | Krokstad, Bohuslän  |       | 58.637081, 11.783577 | 10156201310001 | Ladda upp en bild av detta fornminne |
| Krokstad 132:1                | Gravfält       |              | Krokstad, Bohuslän  |       | 58.632741, 11.771619 | 10156201320001 | Ladda upp en bild av detta fornminne |
| Krokstad 133:1                | Hög            |              | Krokstad, Bohuslän  |       | 58.631070, 11.773678 | 10156201330001 | Ladda upp en bild av detta fornminne |
| Krokstad 133:2                | Stensättning   |              | Krokstad, Bohuslän  |       | 58.630901, 11.774040 | 10156201330002 | Ladda upp en bild av detta fornminne |
| Krokstad 133:3                | Stensättning   |              | Krokstad, Bohuslän  |       | 58.630892, 11.773713 | 10156201330003 | Ladda upp en bild av detta fornminne |
| Krokstad 136:1                | Hög            |              | Krokstad, Bohuslän  |       | 58.626650, 11.752580 | 10156201360001 | Ladda upp en bild av detta fornminne |
| Krokstad 137:1                | Hög            |              | Krokstad, Bohuslän  |       | 58.624238, 11.753279 | 10156201370001 | Ladda upp en bild av detta fornminne |
| Krokstad 139:1                | Stenkrets      |              | Krokstad, Bohuslän  |       | 58.631636, 11.734141 | 10156201390001 | Ladda upp en bild av detta fornminne |
| Krokstad 139:2                | Hög            |              | Krokstad, Bohuslän  |       | 58.631579, 11.734304 | 10156201390002 | Ladda upp en bild av detta fornminne |
| Krokstad 141:1                | Stensättning   |              | Krokstad, Bohuslän  |       | 58.626590, 11.724398 | 10156201410001 | Ladda upp en bild av detta fornminne |
| Krokstad 144:1                | Röse           |              | Krokstad, Bohuslän  |       | 58.628007, 11.681585 | 10156201440001 | Ladda upp en bild av detta fornminne |
| Krokstad 145:1                | Stensättning   |              | Krokstad, Bohuslän  |       | 58.619527, 11.704930 | 10156201450001 | Ladda upp en bild av detta fornminne |
| Krokstad 146:1                | Gravfält       |              | Krokstad, Bohuslän  |       | 58.621296, 11.720301 | 10156201460001 | Ladda upp en bild av detta fornminne |
| Krokstad 147:1                | Stensättning   |              | Krokstad, Bohuslän  |       | 58.624056, 11.720461 | 10156201470001 | Ladda upp en bild av detta fornminne |
| Slottsberget (Krokstad 152:1) | Fornborg       |              | Krokstad, Bohuslän  |       | 58.612898, 11.693259 | 10156201520001 | Ladda upp en bild av detta fornminne |
| Krokstad 172:1                | Stensättning   |              | Krokstad, Bohuslän  |       | 58.700370, 11.769975 | 10156201720001 | Ladda upp en bild av detta fornminne |
| Krokstad 184:1                | Hög            |              | Krokstad, Bohuslän  |       | 58.616956, 11.704723 | 10156201840001 | Ladda upp en bild av detta fornminne |
| Krokstad 184:2                | Hög            |              | Krokstad, Bohuslän  |       | 58.616918, 11.704900 | 10156201840002 | Ladda upp en bild av detta fornminne |
| Krokstad 184:3                | Hög            |              | Krokstad, Bohuslän  |       | 58.616787, 11.704762 | 10156201840003 | Ladda upp en bild av detta fornminne |
| Krokstad 208:1                | Hög            |              | Krokstad, Bohuslän  |       | 58.643968, 11.775676 | 10156202080001 | Ladda upp en bild av detta fornminne |
| Krokstad 209:1                | Stensättning   |              | Krokstad, Bohuslän  |       | 58.632068, 11.772095 | 10156202090001 | Ladda upp en bild av detta fornminne |
| Krokstad 209:2                | Stensättning   |              | Krokstad, Bohuslän  |       | 58.632056, 11.772303 | 10156202090002 | Ladda upp en bild av detta fornminne |
| Krokstad 209:3                | Stensättning   |              | Krokstad, Bohuslän  |       | 58.631943, 11.772125 | 10156202090003 | Ladda upp en bild av detta fornminne |
| Krokstad 213:1                | Stensättning   |              | Krokstad, Bohuslän  |       | 58.670247, 11.761094 | 10156202130001 | Ladda upp en bild av detta fornminne |
| Krokstad 215:1                | Stensättning   |              | Krokstad, Bohuslän  |       | 58.676952, 11.781548 | 10156202150001 | Ladda upp en bild av detta fornminne |
| Krokstad 218:1                | Stensättning   |              | Krokstad, Bohuslän  |       | 58.672119, 11.781133 | 10156202180001 | Ladda upp en bild av detta fornminne |
| Krokstad 218:2                | Hög            |              | Krokstad, Bohuslän  |       | 58.672145, 11.781631 | 10156202180002 | Ladda upp en bild av detta fornminne |
| Krokstad 219:1                | Stensättning   |              | Krokstad, Bohuslän  |       | 58.658734, 11.796171 | 10156202190001 | Ladda upp en bild av detta fornminne |
| Krokstad 221:1                | Stensättning   |              | Krokstad, Bohuslän  |       | 58.693015, 11.789970 | 10156202210001 | Ladda upp en bild av detta fornminne |
| Krokstad 222:1                | Stensättning   |              | Krokstad, Bohuslän  |       | 58.693322, 11.787601 | 10156202220001 | Ladda upp en bild av detta fornminne |
| Krokstad 225:1                | Stensättning   |              | Krokstad, Bohuslän  |       | 58.660463, 11.807254 | 10156202250001 | Ladda upp en bild av detta fornminne |
| Krokstad 226:1                | Stensättning   |              | Krokstad, Bohuslän  |       | 58.685174, 11.749247 | 10156202260001 | Ladda upp en bild av detta fornminne |
| Krokstad 234:1                | Röse           |              | Krokstad, Bohuslän  |       | 58.649022, 11.810289 | 10156202340001 | Ladda upp en bild av detta fornminne |
| Krokstad 235:1                | Stensättning   |              | Krokstad, Bohuslän  |       | 58.642898, 11.810805 | 10156202350001 | Ladda upp en bild av detta fornminne |
| Krokstad 239:1                | Stensättning   |              | Krokstad, Bohuslän  |       | 58.616913, 11.688405 | 10156202390001 | Ladda upp en bild av detta fornminne |
| Krokstad 243:1                | Stensättning   |              | Krokstad, Bohuslän  |       | 58.627807, 11.698114 | 10156202430001 | Ladda upp en bild av detta fornminne |
| Krokstad 275:1                | Hög            |              | Krokstad, Bohuslän  |       | 58.712350, 11.790765 | 10156202750001 | Ladda upp en bild av detta fornminne |
| Krokstad 275:2                | Stensättning   |              | Krokstad, Bohuslän  |       | 58.712277, 11.790516 | 10156202750002 | Ladda upp en bild av detta fornminne |
| Krokstad 275:4                | Stensättning   |              | Krokstad, Bohuslän  |       | 58.712021, 11.789929 | 10156202750004 | Ladda upp en bild av detta fornminne |
| Krokstad 276:1                | Stensättning   |              | Krokstad, Bohuslän  |       | 58.708549, 11.774187 | 10156202760001 | Ladda upp en bild av detta fornminne |
| Krokstad 295:1                | Stensättning   |              | Krokstad, Bohuslän  |       | 58.735391, 11.781475 | 10156202950001 | Ladda upp en bild av detta fornminne |
| Krokstad 311:1                | Hällristning   |              | Krokstad, Bohuslän  |       | 58.667421, 11.762587 | 10156203110001 | Ladda upp en bild av detta fornminne |

## Sanne
| Namn                  | Lämningstyp      | Tillkomsttid | Historisk indelning | Plats | Läge                 | ID-nr          | Bild                                 |
| --------------------- | ---------------- | ------------ | ------------------- | ----- | -------------------- | -------------- | ------------------------------------ |
| Sanne 1:1             | Hög              |              | Sanne, Bohuslän     |       | 58.711228, 11.854480 | 10159300010001 | Ladda upp en bild av detta fornminne |
| Sanne 4:1             | Hög              |              | Sanne, Bohuslän     |       | 58.701460, 11.883506 | 10159300040001 | Ladda upp en bild av detta fornminne |
| Sanne 5:1             | Hög              |              | Sanne, Bohuslän     |       | 58.699390, 11.852545 | 10159300050001 | Ladda upp en bild av detta fornminne |
| Sanne 5:2             | Hög              |              | Sanne, Bohuslän     |       | 58.699104, 11.852341 | 10159300050002 | Ladda upp en bild av detta fornminne |
| Sanne 5:3             | Hög              |              | Sanne, Bohuslän     |       | 58.699036, 11.852454 | 10159300050003 | Ladda upp en bild av detta fornminne |
| Sanne 6:1             | Stensättning     |              | Sanne, Bohuslän     |       | 58.700114, 11.854142 | 10159300060001 | Ladda upp en bild av detta fornminne |
| Sanne 8:1             | Stensättning     |              | Sanne, Bohuslän     |       | 58.698035, 11.858535 | 10159300080001 | Ladda upp en bild av detta fornminne |
| Sanne 9:1             | Röse             |              | Sanne, Bohuslän     |       | 58.697461, 11.888893 | 10159300090001 | Ladda upp en bild av detta fornminne |
| Sanne 10:1            | Stensättning     |              | Sanne, Bohuslän     |       | 58.697125, 11.889529 | 10159300100001 | Ladda upp en bild av detta fornminne |
| Sanne 10:2            | Stensättning     |              | Sanne, Bohuslän     |       | 58.697157, 11.889887 | 10159300100002 | Ladda upp en bild av detta fornminne |
| Sanne 12:1            | Röse             |              | Sanne, Bohuslän     |       | 58.696875, 11.888797 | 10159300120001 | Ladda upp en bild av detta fornminne |
| Sanne 12:2            | Stensättning     |              | Sanne, Bohuslän     |       | 58.696628, 11.888547 | 10159300120002 | Ladda upp en bild av detta fornminne |
| Sanne 14:1            | Hög              |              | Sanne, Bohuslän     |       | 58.688554, 11.882943 | 10159300140001 | Ladda upp en bild av detta fornminne |
| Sanne 17:1            | Gravfält         |              | Sanne, Bohuslän     |       | 58.674518, 11.862203 | 10159300170001 | Ladda upp en bild av detta fornminne |
| Sanne 17:2            | Hög              |              | Sanne, Bohuslän     |       | 58.674901, 11.862713 | 10159300170002 | Ladda upp en bild av detta fornminne |
| Sanne 17:3            | Hög              |              | Sanne, Bohuslän     |       | 58.675141, 11.863093 | 10159300170003 | Ladda upp en bild av detta fornminne |
| Sanne 18:1            | Röse             |              | Sanne, Bohuslän     |       | 58.677563, 11.879388 | 10159300180001 | Ladda upp en bild av detta fornminne |
| Sanne 22:1            | Stensättning     |              | Sanne, Bohuslän     |       | 58.662898, 11.862937 | 10159300220001 | Ladda upp en bild av detta fornminne |
| Sanne 24:1            | Hög              |              | Sanne, Bohuslän     |       | 58.664604, 11.867195 | 10159300240001 | Ladda upp en bild av detta fornminne |
| Sanne 26:1            | Hög              |              | Sanne, Bohuslän     |       | 58.658405, 11.863538 | 10159300260001 | Ladda upp en bild av detta fornminne |
| Sanne 26:2            | Hög              |              | Sanne, Bohuslän     |       | 58.658115, 11.863476 | 10159300260002 | Ladda upp en bild av detta fornminne |
| Borgåsen (Sanne 27:1) | Fornborg         |              | Sanne, Bohuslän     |       | 58.657235, 11.853207 | 10159300270001 | Ladda upp en bild av detta fornminne |
| Sanne 28:1            | Stenkammargrav   |              | Sanne, Bohuslän     |       | 58.656681, 11.871640 | 10159300280001 | Ladda upp en bild av detta fornminne |
| Sanne 34:1            | Hög              |              | Sanne, Bohuslän     |       | 58.642403, 11.832992 | 10159300340001 | Ladda upp en bild av detta fornminne |
| Sanne 34:2            | Hög              |              | Sanne, Bohuslän     |       | 58.642318, 11.832828 | 10159300340002 | Ladda upp en bild av detta fornminne |
| Sanne 35:1            | Stensättning     |              | Sanne, Bohuslän     |       | 58.643406, 11.835362 | 10159300350001 | Ladda upp en bild av detta fornminne |
| Sanne 35:3            | Stensättning     |              | Sanne, Bohuslän     |       | 58.643515, 11.835861 | 10159300350003 | Ladda upp en bild av detta fornminne |
| Sanne 35:4            | Stensättning     |              | Sanne, Bohuslän     |       | 58.643515, 11.835206 | 10159300350004 | Ladda upp en bild av detta fornminne |
| Sanne 38:1            | Röse             |              | Sanne, Bohuslän     |       | 58.658256, 11.870739 | 10159300380001 | Ladda upp en bild av detta fornminne |
| Sanne 38:2            | Röse             |              | Sanne, Bohuslän     |       | 58.658152, 11.870616 | 10159300380002 | Ladda upp en bild av detta fornminne |
| Sanne 44:1            | Hällristning     |              | Sanne, Bohuslän     |       | 58.671011, 11.866283 | 10159300440001 | Ladda upp en bild av detta fornminne |
| Sanne 45:1            | Hög              |              | Sanne, Bohuslän     |       | 58.673926, 11.862613 | 10159300450001 | Ladda upp en bild av detta fornminne |
| Sanne 46:1            | Hällristning     |              | Sanne, Bohuslän     |       | 58.672433, 11.865161 | 10159300460001 | Ladda upp en bild av detta fornminne |
| Sanne 46:2            | Hällristning     |              | Sanne, Bohuslän     |       | 58.672433, 11.865161 | 10159300460002 | Ladda upp en bild av detta fornminne |
| Sanne 47:1            | Stensättning     |              | Sanne, Bohuslän     |       | 58.671991, 11.859407 | 10159300470001 | Ladda upp en bild av detta fornminne |
| Sanne 55:1            | Stensättning     |              | Sanne, Bohuslän     |       | 58.691021, 11.853910 | 10159300550001 | Ladda upp en bild av detta fornminne |
| Sanne 57:1            | Hällristning     |              | Sanne, Bohuslän     |       | 58.707802, 11.887344 | 10159300570001 | Ladda upp en bild av detta fornminne |
| Sanne 57:2            | Hällristning     |              | Sanne, Bohuslän     |       | 58.707741, 11.887162 | 10159300570002 | Ladda upp en bild av detta fornminne |
| Sanne 57:3            | Hällristning     |              | Sanne, Bohuslän     |       | 58.707618, 11.887006 | 10159300570003 | Ladda upp en bild av detta fornminne |
| Sanne 57:4            | Hällristning     |              | Sanne, Bohuslän     |       | 58.707578, 11.886631 | 10159300570004 | Ladda upp en bild av detta fornminne |
| Sanne 58:1            | Hällristning     |              | Sanne, Bohuslän     |       | 58.708273, 11.886711 | 10159300580001 | Ladda upp en bild av detta fornminne |
| Sanne 59:1            | Stensättning     |              | Sanne, Bohuslän     |       | 58.702066, 11.891810 | 10159300590001 | Ladda upp en bild av detta fornminne |
| Sanne 60:1            | Stensättning     |              | Sanne, Bohuslän     |       | 58.701421, 11.890634 | 10159300600001 | Ladda upp en bild av detta fornminne |
| Sanne 74:1            | Begravningsplats |              | Sanne, Bohuslän     |       | 58.675533, 11.879802 | 10159300740001 | Ladda upp en bild av detta fornminne |

## Svarteborg
Se Lista över fornlämningar i Munkedals kommun (Svarteborg)

## Valbo-Ryr
| Namn                           | Lämningstyp      | Tillkomsttid | Historisk indelning | Plats | Läge                 | ID-nr          | Bild                                 |
| ------------------------------ | ---------------- | ------------ | ------------------- | ----- | -------------------- | -------------- | ------------------------------------ |
| Valbo-Ryr 1:1                  | Hög              |              | Valbo-Ryr, Dalsland |       | 58.456480, 11.870060 | 10161600010001 | Ladda upp en bild av detta fornminne |
| Valbo-Ryr 2:1                  | Hög              |              | Valbo-Ryr, Dalsland |       | 58.458365, 11.868314 | 10161600020001 | Ladda upp en bild av detta fornminne |
| Valbo-Ryr 2:2                  | Hög              |              | Valbo-Ryr, Dalsland |       | 58.458224, 11.868142 | 10161600020002 | Ladda upp en bild av detta fornminne |
| Valbo-Ryr 3:1                  | Stensättning     |              | Valbo-Ryr, Dalsland |       | 58.462340, 11.865071 | 10161600030001 | Ladda upp en bild av detta fornminne |
| Valbo-Ryr 4:1                  | Stensättning     |              | Valbo-Ryr, Dalsland |       | 58.462731, 11.874219 | 10161600040001 | Ladda upp en bild av detta fornminne |
| Valbo-Ryr 5:1                  | Gravfält         |              | Valbo-Ryr, Dalsland |       | 58.490184, 11.868618 | 10161600050001 | Ladda upp en bild av detta fornminne |
| Valbo-Ryr 6:1                  | Gravfält         |              | Valbo-Ryr, Dalsland |       | 58.510998, 11.842678 | 10161600060001 | Ladda upp en bild av detta fornminne |
| Valbo-Ryr 7:1                  | Stensättning     |              | Valbo-Ryr, Dalsland |       | 58.478556, 11.856172 | 10161600070001 | Ladda upp en bild av detta fornminne |
| Valbo-Ryr 8:1                  | Hög              |              | Valbo-Ryr, Dalsland |       | 58.485299, 11.849106 | 10161600080001 | Ladda upp en bild av detta fornminne |
| Valbo-Ryr 8:2                  | Hög              |              | Valbo-Ryr, Dalsland |       | 58.485166, 11.848921 | 10161600080002 | Ladda upp en bild av detta fornminne |
| Valbo-Ryr 9:1                  | Gravfält         |              | Valbo-Ryr, Dalsland |       | 58.479808, 11.827936 | 10161600090001 | Ladda upp en bild av detta fornminne |
| Valbo-Ryr 13:1                 | Hög              |              | Valbo-Ryr, Dalsland |       | 58.490635, 11.867074 | 10161600130001 | Ladda upp en bild av detta fornminne |
| Valbo-Ryr 13:2                 | Hög              |              | Valbo-Ryr, Dalsland |       | 58.490694, 11.867257 | 10161600130002 | Ladda upp en bild av detta fornminne |
| Valbo-Ryr 13:3                 | Hög              |              | Valbo-Ryr, Dalsland |       | 58.490716, 11.867066 | 10161600130003 | Ladda upp en bild av detta fornminne |
| Valbo-Ryr 15:1                 | Stensättning     |              | Valbo-Ryr, Dalsland |       | 58.512966, 11.768071 | 10161600150001 | Ladda upp en bild av detta fornminne |
| Valbo-Ryr 16:1                 | Gravfält         |              | Valbo-Ryr, Dalsland |       | 58.520531, 11.765226 | 10161600160001 | Ladda upp en bild av detta fornminne |
| Valbo-Ryr 17:1                 | Hög              |              | Valbo-Ryr, Dalsland |       | 58.469913, 11.807470 | 10161600170001 | Ladda upp en bild av detta fornminne |
| Valbo-Ryr 17:2                 | Hög              |              | Valbo-Ryr, Dalsland |       | 58.469783, 11.807624 | 10161600170002 | Ladda upp en bild av detta fornminne |
| Valbo-Ryr 18:1                 | Begravningsplats |              | Valbo-Ryr, Dalsland |       | 58.493530, 11.808099 | 10161600180001 | Ladda upp en bild av detta fornminne |
| Tjuvaråsröset (Valbo-Ryr 19:1) | Röse             |              | Valbo-Ryr, Dalsland |       | 58.471616, 11.816739 | 10161600190001 | Ladda upp en bild av detta fornminne |
| Tjuvaråsröset (Valbo-Ryr 19:2) | Röse             |              | Valbo-Ryr, Dalsland |       | 58.471581, 11.816520 | 10161600190002 | Ladda upp en bild av detta fornminne |
| Valbo-Ryr 20:1                 | Röse             |              | Valbo-Ryr, Dalsland |       | 58.470306, 11.776079 | 10161600200001 | Ladda upp en bild av detta fornminne |
| Valbo-Ryr 21:1                 | Röse             |              | Valbo-Ryr, Dalsland |       | 58.455840, 11.778958 | 10161600210001 | Ladda upp en bild av detta fornminne |
| Valbo-Ryr 22:1                 | Röse             |              | Valbo-Ryr, Dalsland |       | 58.473751, 11.760438 | 10161600220001 | Ladda upp en bild av detta fornminne |
| Valbo-Ryr 23:1                 | Stensättning     |              | Valbo-Ryr, Dalsland |       | 58.483086, 11.798505 | 10161600230001 | Ladda upp en bild av detta fornminne |
| Valbo-Ryr 24:1                 | Röse             |              | Valbo-Ryr, Dalsland |       | 58.465869, 11.779689 | 10161600240001 | Ladda upp en bild av detta fornminne |
| Valbo-Ryr 26:1                 | Gravfält         |              | Valbo-Ryr, Dalsland |       | 58.474245, 11.800154 | 10161600260001 | Ladda upp en bild av detta fornminne |
| Valbo-Ryr 28:2                 | Röse             |              | Valbo-Ryr, Dalsland |       | 58.477519, 11.796259 | 10161600280002 | Ladda upp en bild av detta fornminne |
| Valbo-Ryr 29:1                 | Stensättning     |              | Valbo-Ryr, Dalsland |       | 58.472629, 11.765302 | 10161600290001 | Ladda upp en bild av detta fornminne |
| Valbo-Ryr 29:2                 | Stensättning     |              | Valbo-Ryr, Dalsland |       | 58.472597, 11.764928 | 10161600290002 | Ladda upp en bild av detta fornminne |
| Valbo-Ryr 29:3                 | Stensättning     |              | Valbo-Ryr, Dalsland |       | 58.472656, 11.764560 | 10161600290003 | Ladda upp en bild av detta fornminne |
| Valbo-Ryr 31:1                 | Gravfält         |              | Valbo-Ryr, Dalsland |       | 58.474736, 11.773150 | 10161600310001 | Ladda upp en bild av detta fornminne |
| Valbo-Ryr 35:1                 | Stensättning     |              | Valbo-Ryr, Dalsland |       | 58.483585, 11.772467 | 10161600350001 | Ladda upp en bild av detta fornminne |
| Valbo-Ryr 43:1                 | Hög              |              | Valbo-Ryr, Dalsland |       | 58.456942, 11.846053 | 10161600430001 | Ladda upp en bild av detta fornminne |
| Valbo-Ryr 43:2                 | Hög              |              | Valbo-Ryr, Dalsland |       | 58.456807, 11.845778 | 10161600430002 | Ladda upp en bild av detta fornminne |
| Valbo-Ryr 45:1                 | Stensättning     |              | Valbo-Ryr, Dalsland |       | 58.466374, 11.871530 | 10161600450001 | Ladda upp en bild av detta fornminne |
| Valbo-Ryr 51:1                 | Hög              |              | Valbo-Ryr, Dalsland |       | 58.469973, 11.855275 | 10161600510001 | Ladda upp en bild av detta fornminne |
| Valbo-Ryr 57:1                 | Stensättning     |              | Valbo-Ryr, Dalsland |       | 58.474307, 11.797890 | 10161600570001 | Ladda upp en bild av detta fornminne |
| Valbo-Ryr 57:2                 | Stensättning     |              | Valbo-Ryr, Dalsland |       | 58.474174, 11.797116 | 10161600570002 | Ladda upp en bild av detta fornminne |
| Valbo-Ryr 57:3                 | Stensättning     |              | Valbo-Ryr, Dalsland |       | 58.474282, 11.798786 | 10161600570003 | Ladda upp en bild av detta fornminne |
| Valbo-Ryr 58:1                 | Stensättning     |              | Valbo-Ryr, Dalsland |       | 58.471634, 11.802289 | 10161600580001 | Ladda upp en bild av detta fornminne |
| Valbo-Ryr 59:1                 | Hög              |              | Valbo-Ryr, Dalsland |       | 58.478438, 11.832845 | 10161600590001 | Ladda upp en bild av detta fornminne |
| Valbo-Ryr 61:1                 | Hög              |              | Valbo-Ryr, Dalsland |       | 58.490096, 11.869617 | 10161600610001 | Ladda upp en bild av detta fornminne |
| Valbo-Ryr 64:1                 | Stensättning     |              | Valbo-Ryr, Dalsland |       | 58.478026, 11.783636 | 10161600640001 | Ladda upp en bild av detta fornminne |
| Valbo-Ryr 66:1                 | Röse             |              | Valbo-Ryr, Dalsland |       | 58.493312, 11.796030 | 10161600660001 | Ladda upp en bild av detta fornminne |
| Valbo-Ryr 67:1                 | Röse             |              | Valbo-Ryr, Dalsland |       | 58.509980, 11.848641 | 10161600670001 | Ladda upp en bild av detta fornminne |
| Valbo-Ryr 68:1                 | Stensättning     |              | Valbo-Ryr, Dalsland |       | 58.509612, 11.850934 | 10161600680001 | Ladda upp en bild av detta fornminne |
| Valbo-Ryr 70:1                 | Stensättning     |              | Valbo-Ryr, Dalsland |       | 58.520586, 11.841924 | 10161600700001 | Ladda upp en bild av detta fornminne |
| Valbo-Ryr 71:1                 | Stensättning     |              | Valbo-Ryr, Dalsland |       | 58.510086, 11.830076 | 10161600710001 | Ladda upp en bild av detta fornminne |
| Valbo-Ryr 73:1                 | Stensättning     |              | Valbo-Ryr, Dalsland |       | 58.519799, 11.829286 | 10161600730001 | Ladda upp en bild av detta fornminne |
| Valbo-Ryr 73:2                 | Hög              |              | Valbo-Ryr, Dalsland |       | 58.519717, 11.829184 | 10161600730002 | Ladda upp en bild av detta fornminne |
| Valbo-Ryr 76:1                 | Hög              |              | Valbo-Ryr, Dalsland |       | 58.480203, 11.821174 | 10161600760001 | Ladda upp en bild av detta fornminne |
| Valbo-Ryr 77:1                 | Stensättning     |              | Valbo-Ryr, Dalsland |       | 58.514963, 11.862363 | 10161600770001 | Ladda upp en bild av detta fornminne |
| Valbo-Ryr 87:1                 | Hög              |              | Valbo-Ryr, Dalsland |       | 58.478169, 11.821412 | 10161600870001 | Ladda upp en bild av detta fornminne |
| Valbo-Ryr 89:1                 | Hög              |              | Valbo-Ryr, Dalsland |       | 58.486748, 11.862498 | 10161600890001 | Ladda upp en bild av detta fornminne |
| Valbo-Ryr 90:1                 | Hög              |              | Valbo-Ryr, Dalsland |       | 58.487351, 11.863483 | 10161600900001 | Ladda upp en bild av detta fornminne |
| Valbo-Ryr 90:2                 | Stensättning     |              | Valbo-Ryr, Dalsland |       | 58.487497, 11.863553 | 10161600900002 | Ladda upp en bild av detta fornminne |
| Valbo-Ryr 123:1                | Hög              |              | Valbo-Ryr, Dalsland |       | 58.473489, 11.810702 | 10161601230001 | Ladda upp en bild av detta fornminne |
| Valbo-Ryr 123:2                | Hög              |              | Valbo-Ryr, Dalsland |       | 58.473400, 11.810730 | 10161601230002 | Ladda upp en bild av detta fornminne |
| Valbo-Ryr 138                  | Röse             |              | Valbo-Ryr, Dalsland |       | 58.473365, 11.852581 | 12000000127558 | Ladda upp en bild av detta fornminne |